# Belém (Pará)
Belém, também chamada de Belém do Pará, é um município brasileiro e capital do estado do Pará. Fundada em janeiro de 1616 como o povoado colonial Feliz Lusitânia, por Francisco Caldeira Castelo Branco, às margens da Baía do Guajará e do antigo igarapé do Piry, localiza-se na região Norte do Brasil, a uma latitude 01º27'21" sul e longitude 48º30'16" oeste, a cerca de 2 120 km de Brasília.
A capital paraense compreende área continental e insular, com 42 ilhas, que representam 65% do território. Inserida na Amazônia Oriental, apresenta clima quente e úmido, sendo a capital mais chuvosa do país. É o município mais populoso do estado e o segundo da região Norte, com 1 398 531 habitantes. Classificada como uma das capitais com melhor qualidade de vida da região Norte, possui IDH de 0,746 (alto), ocupando a 22.ª posição entre as capitais.
Ao longo de sua história, destacou-se como entreposto fiscal no século XVII, pela posição estratégica no comércio entre a Amazônia e a Europa. No século XIX, com a abertura dos rios amazônicos, e no século XX, recebeu imigrantes europeus, ganhando os apelidos de "Paris Tropical" e "Francesinha do Norte", combinando traços cosmopolitas com arquitetura colonial. A partir dos anos 1940, iniciou-se a verticalização urbana, com destaque para a Avenida Presidente Vargas.
Belém exerce influência regional nos estados do Pará, Amapá e parte do Maranhão, abrangendo mais de 8 milhões de pessoas. Sendo com isso a metrópole mais influente da Região Norte segundo o IBGE em 2018 Sedia instituições como Sudam, Banco da Amazônia, IMAZON e Instituto Evandro Chagas. Abriga locais históricos, como o Theatro da Paz, Museu de Arte Sacra, Museu Paraense Emílio Goeldi e Ver-o-Peso. Destaca-se também pelo Círio de Nazaré, evento cultural e religioso de repercussão nacional. Apesar disso, enfrenta sérios problemas sociais, com mais da metade da população em favelas e apenas 17% com acesso à coleta de esgoto.

## Etimologia
Os tupinambás habitavam inicialmente a região e se consideravam filhos do grande ancestral-herói "Maíra". Assim, o topônimo "Mairi", do tupi antigo, utilizado para designar o território tupinambá (correspondente aos atuais estados brasileiros do Amapá, Pará e Maranhão), originalmente significaria "território de Maíra" ou "terra dos filhos de Maíra e Mairi". No entanto, essa divindade foi associada aos "homens brancos" pelo frade francês André Thevet, especialmente aos navegadores franceses, que passaram a ser chamados de "Maíras" ou "Mair". Dessa forma, a região de "Mairi" passou a representar o "lugar dos franceses".
O topônimo "Belém", adotado pelos portugueses, tem origem em hebraico: בית לחם; romaniz.: Beit Lehem; lit. "casa do pão". Em 1621, o povoado colonial português inicial, denominado "Feliz Lusitânia", foi elevado à categoria de município com o nome de "Santa Maria de Belém do Pará" ou "Nossa Senhora de Belém do Grão Pará" (em referência a Maria, mãe de Jesus), sendo posteriormente abreviado para Belém do Pará – denominação atribuída por Filipe III de Espanha. A escolha do nome remete ao dia de Natal, quando o capitão Francisco Caldeira Castelo Branco (então Capitão-Mor do Rio Grande do Norte) partiu, em 1615, da cidade de São Luís com o objetivo de assegurar o domínio da Amazônia Oriental e, principalmente, explorar as riquezas da Conquista do Pará.

## História

### Primórdios e colonização europeia
A região onde hoje encontra-se Belém do Pará era inicialmente a área indígena Mairi, habitada pelos Tupinambás e Pacajás, sob o comando do cacique Guaimiaba, durante o período do Brasil Colônia/América Portuguesa. Era um entreposto comercial do cacicado marajoara, onde em 1580 chegaram os portugueses com a expedição militar "Feliz Lusitânia", comandada pelo capitão Francisco Caldeira Castelo Branco. Em 12 de janeiro de 1616, na foz do igarapé Piry (Bixios do Pirizal), fundaram o povoado colonial português denominado Feliz Lusitânia (por ordem do rei da União Ibérica/Dinastia Filipina, Dom Manuel I) com a construção de um fortim em madeira, o Forte do Presépio, com capela dedicada à padroeira Santa Maria de Belém (atual Catedral Metropolitana). O objetivo era ocupar a então Conquista do Pará (Império das Amazonas) e assegurar o domínio da Amazônia Oriental e das drogas do sertão, disputadas por potências estrangeiras.

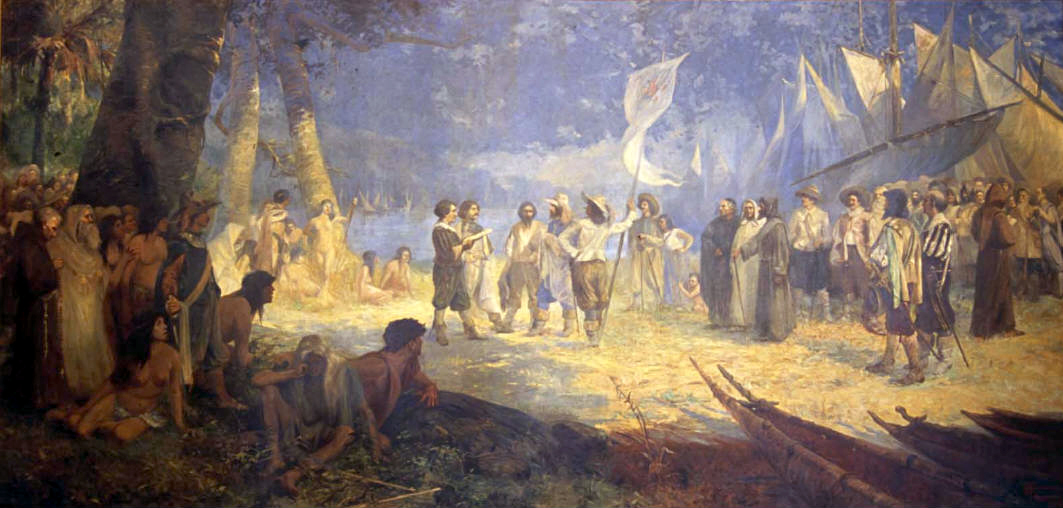
A conquista do Amazonas, por Antônio Parreiras, Museu Histórico do Pará

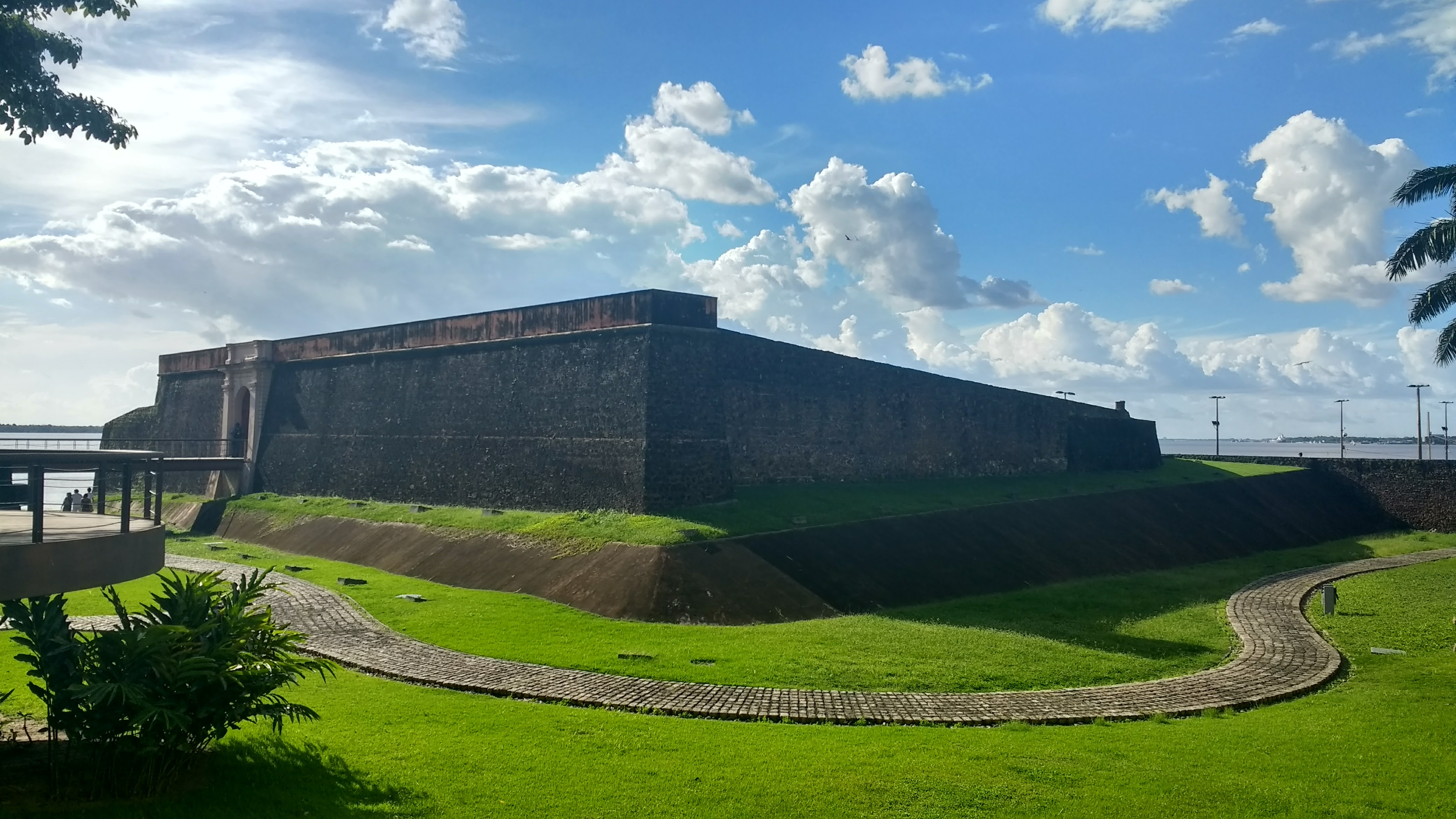
Forte do Presépio, construído em 1616

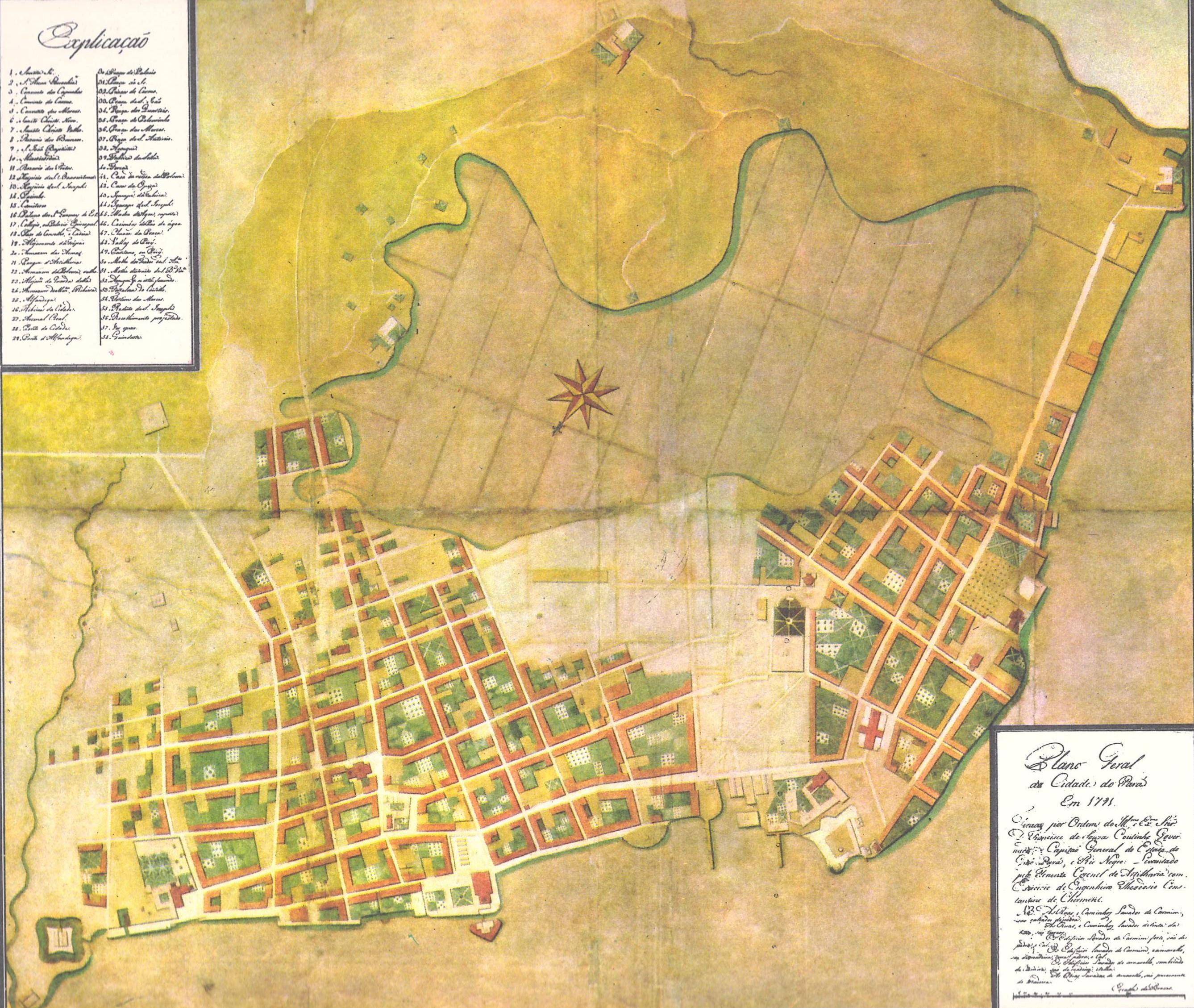
Planta Geral da cidade de Belém (1791) do naturalista Alexandre Rodrigues Ferreira; por ordem de Francisco de Sousa Coutinho, governador do estado do Grão-Pará e Rio Negro.

A fundação da Feliz Lusitânia marcou o início de um período de batalhas entre portugueses e estrangeiros (holandeses, ingleses e franceses) para dominar a região, além de conflitos com os habitantes originários, em um processo forçado de colonização e escravização; implantando um modelo econômico baseado na exploração do trabalho indígena e dos recursos primários da floresta. Isso levou a Revolta Tupinambá, que em janeiro de 1619 tomou o Forte do Presépio. No entanto, a morte do cacique Guamiaba levou à suspensão dos ataques para a realização do funeral.
Outras revoltas indígenas ocorreram até julho de 1621. Em 1639 Bento Maciel Parente (sargento-mor da capitania do Cabo Norte) investiu contra a aldeia dos Tapajós, dizimando-os e consolidando o domínio sobre a Conquista do Pará. Com a vitória, foi nomeado Capitão-Mor do Grão-Pará. A vitória resultou na transformação da região na então Capitania do Grão-Pará e, na criação do Estado do Maranhão, com sede estabelecida em São Luiz. O povoado foi elevado à categoria de município com a denominação de "Santa Maria de Belém do Pará" ou "Nossa Senhora de Belém do Grão Pará" (posteriormente "Santa Maria de Belém do Grão Pará", até chegar à forma atual, Belém).
Então, foram abertas as primeiras ruas da região, originando o histórico bairro da Cidade Velha. Durante seu governo, Bento Maciel fortificou o Forte do Presépio com baluarte e torreão, rebatizando-o como "Forte Castelo do Senhor Santo Cristo". Posteriormente, ordenou novas investidas contra os invasores holandeses, expulsando-os da colônia.
Em 1625, devido à posição estratégica de "Santa Maria de Belém do Pará" — uma zona relativamente protegida pelas baías do Marajó e Guajará na foz do rio Pará  — os portugueses instalaram o entreposto comercial Casa de Haver-o-Peso (atual Mercado Ver-o-Peso), um sistema de expansão do império português na América e da sua política econômica mercantilista, arrecadando tributos sobre produtos europeus trazidos para Belém e, sobre mercadorias extraídas da Amazônia destinadas aos mercados internacionais, como a carne bovina da Ilha do Marajó.
Em 1627, a importância do entreposto aumentou com a criação da primeira légua patrimonial pelo governador do Estado Francisco Coelho; uma porção de terra em forma de arco, com 41 100 m², partindo das margens do rios Pará e Guamá em direção ao interior, originando o bairro do Marco da Légua, impulsionando o crescimento populacional. Esse aumento de importância fez com que em 1654, o Estado do Maranhão fosse renomeado para "Estado do Maranhão e Grão-Pará".
Apesar da importância econômica, os serviços administrados pela Câmara de Belém entraram em crise financeira. Em julho de 1687, buscando a solucionar os parlamentares enviaram uma carta ao rei Filipe II, solicitando a concessão dos tributos da Casa de Haver-o-Peso, autorizado no ano seguinte. Com esse benefício, em 1751 Belém alcançou seu primeiro auge comercial, e o nome do Estado foi alterado para "Estado do Grão Pará e Maranhão", a sede foi transferida para Belém, tornando-se a primeira capital da Amazônia.
Em 1772, o Estado do Grão-Pará e Maranhão foi dividido em duas unidades: o "Estado do Maranhão e Piauí" e "Estado do Grão-Pará e Rio Negro", com sede em Belém, ambas permanecendo como colônias autônomas portuguesas até 1823.
Em 1803, durante o governo de Dom Marcos de Noronha e Brito, Conde dos Arcos, foi realizado o aterramento do igarapé do Piri (pântano Juçara), no bairro da Campina próximo ao Mercado da Carne, para atender aos avanços urbanísticos da cidade. A foz foi transformada na doca do Ver-o-Peso e na Pedra do Peixe, mantendo-se ali as atividades da Casa de Haver-o-Peso e uma feira informal de pescadores.

### Século XIX

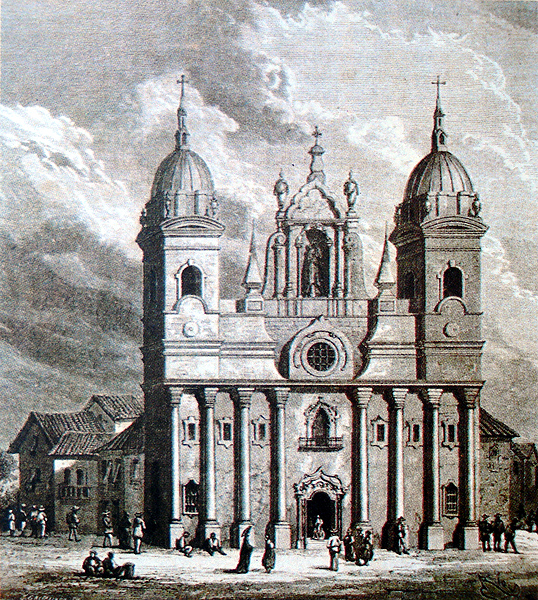
Catedral de Belém no século XIX

O processo de ruptura política e guerra do Reino do Brasil contra o Reino de Portugal em 1822, criou uma situação indefinida na região devido a distância dos núcleos decisórios do novo governo que se formava no Brasil. Belém, ainda fortemente ligada a Portugal, reconheceu a Independência do Brasil em 15 de agosto de 1823, quase um ano após a proclamação, o que levou a então Província do Grão-Pará à irrelevância política, ao aumento da pobreza e, à proliferação de surtos de doenças. Esse cenário gerou um descontentamento popular que culminou na revolta da Cabanagem, ocorrida entre 1835 e 1840, comandada por Félix Clemente Malcher, Antônio Vinagre, Francisco Pedro Vinagre, Eduardo Angelim e Vicente Ferreira de Paula, influenciados pela Revolução Francesa.
Assim, em 1835, os cabanos, sob a liderança de Antonio Vinagre, invadiram o Palácio do Governo em Belém e executaram o então presidente da província, Bernardo Lobo de Sousa, e outras autoridades, iniciando o primeiro governo sob o comando do militar Clemente Malcher. Mas este jurou fidelidade à D. Pedro I e governou com repressão e ameaças de deportações. Acabou deposto e assassinado, sendo substituído por Francisco Vinagre, que também tentou negociar com o Governo Regencial, deixando os revoltosos insatisfeitos, levando à sua deposição e à ascensão de Eduardo Angelim ao poder.
O Governo Regencial, com apoio de tropas europeias, combateu os revoltosos ao longo de cinco anos, em batalhas sangrentas com cerca de 30 mil mortos. Os sobreviventes foram forçados a se refugiar no interior, onde iniciaram atividades agrícolas, mais tarde integradas à extração do látex da seringueira, impulsionada pelo crescimento da indústria automotiva.
Em 1866, foi permitida a navegação dos navios mercantes estrangeiros nos rios amazônicos, contribuindo para o novo desenvolvimento da capital. Para oficializar este ato e firmar a presença imperial após a Cabanagem, foi anunciada a visita de D. Pedro II à cidade. Foi então erguido um arco triunfal cenográfico pela Companhia do Amazonas para recepcioná-lo. Nesse período, a fotografia passou a ter maior presença e difusão em Belém, com destaque ao fotografo português Filipe Fidanza, que junto à D. Pedro II foram grandes incentivadores desta arte.

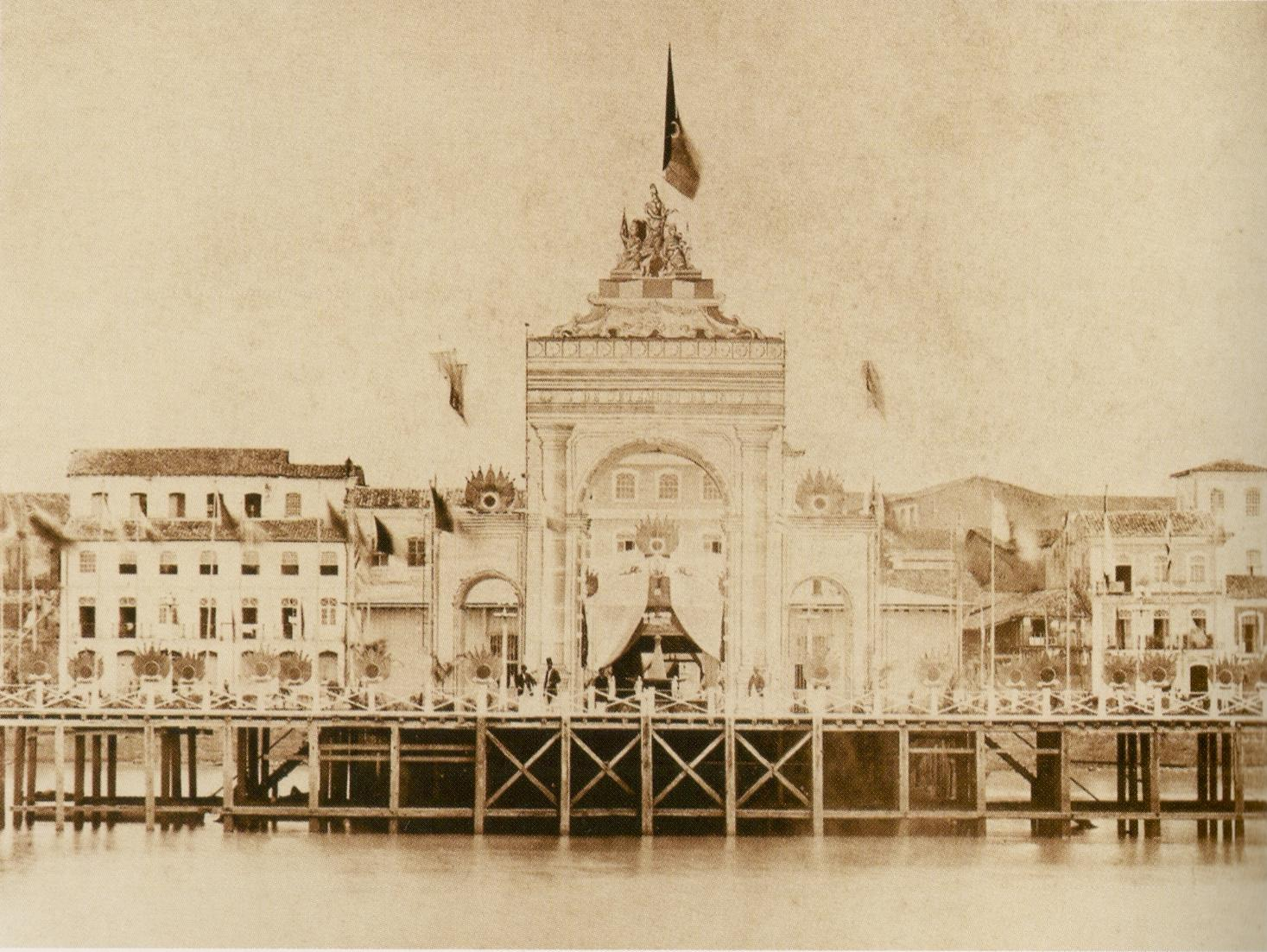
Arco do triunfo para a visita de D. Pedro II a Belém. Fotografia de F. A. Fidanza, 1867

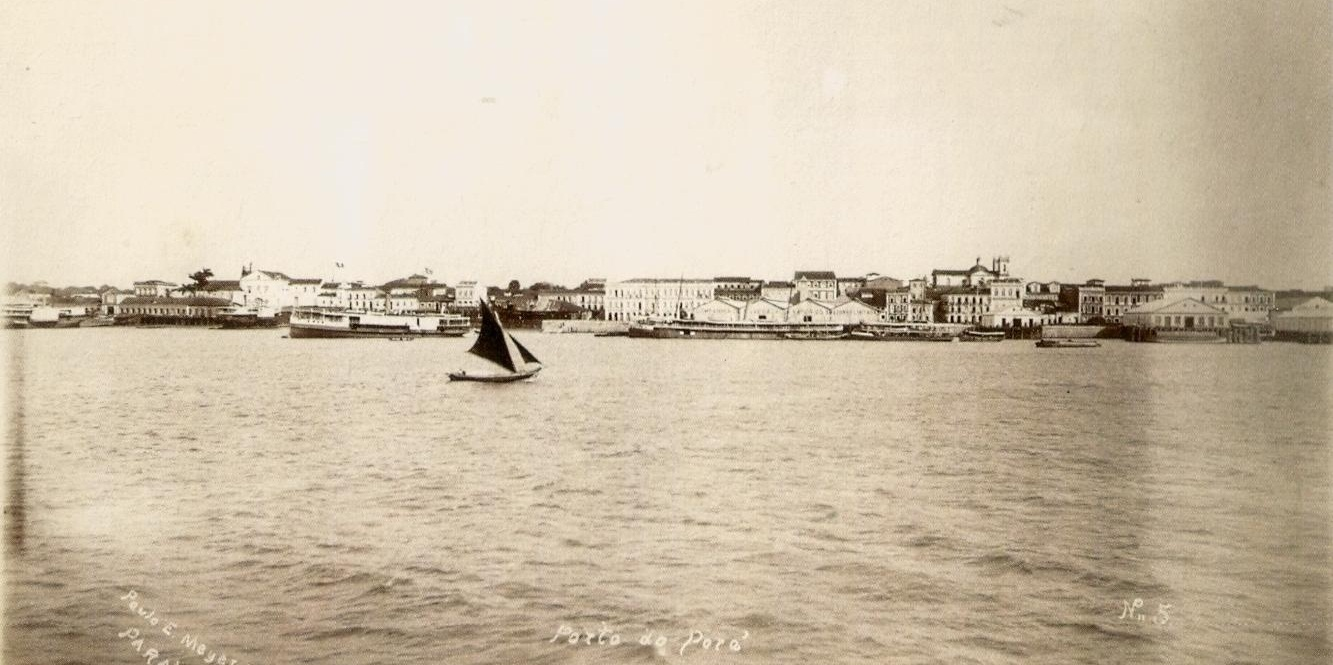
Belém vista da Baía do Guajará, 1889

Em 1870, a importância comercial da cidade cresceu vertiginosamente no cenário internacional com a exportação do látex, chegando na monopolização do mercado, marcando o início do Ciclo da Borracha. O apogeu desse ciclo ocorreu entre 1880 e 1920, quando Belém possuía tecnologias que cidades das regiões Sul e Sudeste do Brasil não tinham, como o luxuoso e moderno Cinema Olympia (o mais antigo do Brasil ainda em funcionamento desde 1912); o Teatro da Paz, um dos mais belos do país, inspirado no Teatro Scala de Milão; o Mercado Ver-o-Peso (eleito uma das 7 Maravilhas do Brasil), a maior feira livre da América Latina; o Palácio Antônio Lemos; a Praça Batista Campos; e a Estrada de Ferro de Bragança, que atraiu levas de imigrantes portugueses, franceses, japoneses e espanhóis, com o objetivo de desenvolver a agricultura e a colonização na Zona Bragantina, uma vasta área até então despovoada.
Embora abalada pela revolta da Cabanagem, a Casa de Haver o Peso funcionou até 1839, quando, em outubro, o presidente Bernardo de Souza Franco extinguiu a repartição fiscal, arrendando-a para a venda de peixe fresco até 1847, ano em que o contrato foi encerrado e o prédio foi demolido.
Nesse período, foram construídos grandes edifícios e obras de infraestrutura, como o Palácio Antônio Lemos, iniciado em 1868 para sediar a prefeitura municipal, durante o governo de Rufino Enéas Gustavo Galvão, o Visconde de Maracaju (atual sede da prefeitura municipal). Em 1869, Calandrine de Chermont iniciou a construção do Theatro da Paz, de arquitetura neoclássica, inaugurado com a companhia de Vicente Pontes de Oliveira, encenando o drama As duas órfãs de Adolphe d'Ennery.

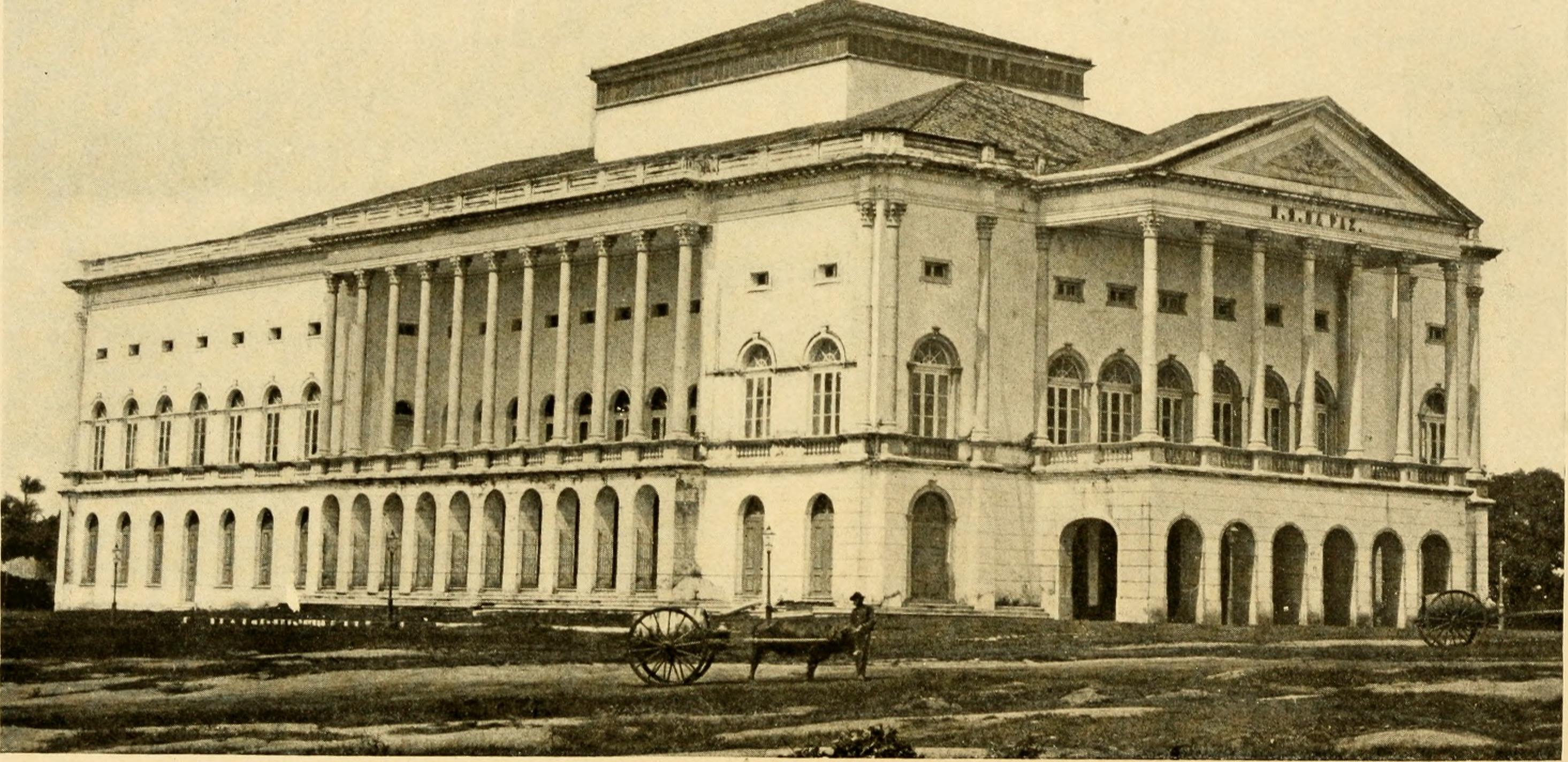
Theatro da Paz antes das intervenções na fachada

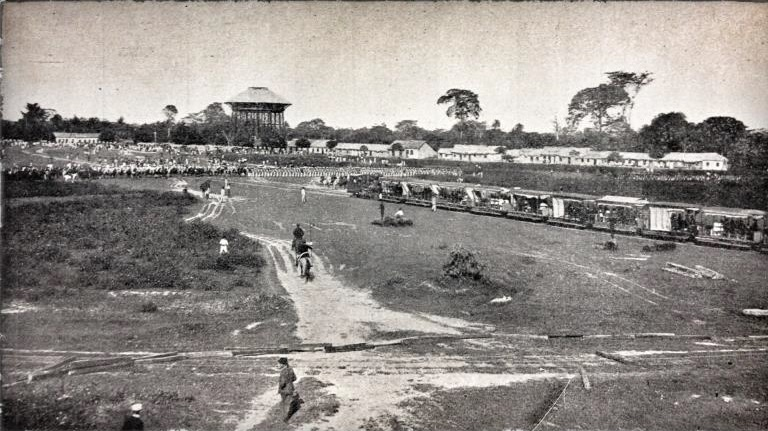
Linha de bonde puxada a locomotiva a vapor, São Brás, Belém. Fotografia de F. A. Fidanza, 1899

Em 1883, o então governador Rufino Enéas iniciou a construção da Estrada de Ferro de Bragança, com o intuito de escoar a produção agrícola da região, seguindo o traçado do antigo Caminho dos Tupinambás, que ligava Belém ao Maranhão. Anteriormente, o transporte era feito apenas pelo rio Caeté; mais tarde, a ferrovia passou a ser usada também para conduzir o gado vindo do Piauí. A ferrovia foi concluída em 1908, quando alcançou sua extensão máxima.
No final do século XIX, o discurso de progresso e controle social, baseado no saneamento e na limpeza da cidade, levou à remoção dos cortiços e da população pobre das áreas centrais. Esse processo foi impulsionado pelo receio das elites republicanas quanto à crescente aglomeração de trabalhadores urbanos, que começavam a se organizar politicamente, mas ainda eram vistos como como "selvagens". Com isso, houve a expulsão dos mais pobres dos centros urbanos, forçando sua segregação em novos bairros periféricos, numa tentativa dos republicanos de moldar um “novo homem” – um trabalhador submisso, mas produtivo.
A população negra, concentrada no bairro do Umarizal, destacou-se por sua força cultural, especialmente em 1848, quando Mestre Martinho organizou a primeira festa do Divino Espírito Santo, originando os cordões de bumba meu boi, às pastorinhas e os sambas noturnos. No entanto, durante o plano de urbanização liderado por Antônio Lemos, a cultura afro-brasileira sofreu repressão. Os negros do Umarizal foram deslocados para regiões periféricas, onde estão hoje os bairros da Pedreira, Guamá, Jurunas, Cremação e  Sacramenta. Essa dispersão transformou a Pedreira em um centro de batuques e sambas, contribuindo também para a modernização e o sincretismo da macumba, que passou a incorporar elementos do batuque de babaçuê, do candomblé baiano, da umbanda carioca e da pajelança cabocla.
O ritmo carimbó, ao longo da primeira metade do século XX, também sofreu repressão, por sua origem indígena com influência negra. Tanto que, em 1880, chegou a ser proibido pelo governo por meio do Código de Posturas de Belém (Lei 1 208/1880): "É proibido (...) fazer batuques ou samba, tocar tambor, carimbó, ou qualquer outro instrumento que perturbe o sossego durante a noite".
Em 1899, foi demolida a Casa de Haver o Peso, sendo construída em seu lugar, na Praça do Pelourinho (atual avenida Boulevard Castilhos Franca), o Mercado Municipal de Peixe, também conhecido como Mercado de Ferro – pela empresa La Rocque Pinto & Cia, seguindo a estética art nouveau e situado próximo ao Mercado Municipal da Carne.

### Século XX

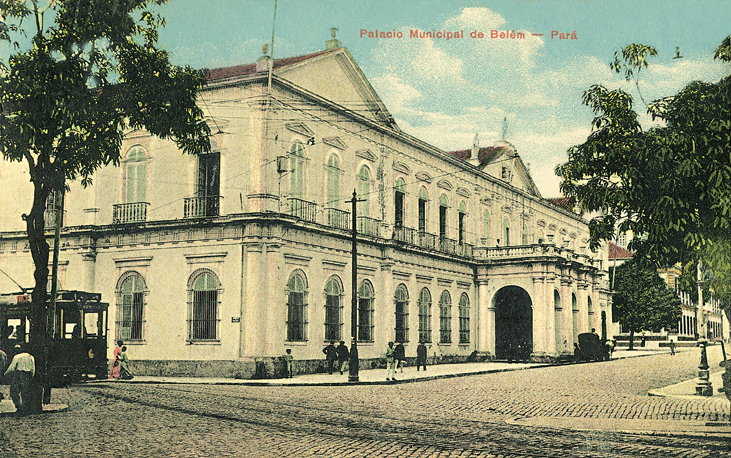
Palácio Antônio Lemos em 1902

A partir de 1897, o dinheiro gerado com a comercialização do látex foi importante na reestruturação urbana e modernização de Belém com referência ao estilo arquitetônico de Paris (art déco da belle époque européia) no início do governo do intendente Antônio Lemos via projeto Paris n'América (do francês: Petit Paris) marcando o período "Belle Époque de Belém" ou "Período Áureo da Borracha". Em 1902, o projeto foi finalizado com a construção de diversos palacetes, bolsa de valores, grandes teatros, igrejas, necrotério, grandes praças com lagos e chafarizes, infraestrutura sanitária, calçamento de quilômetros de vias com pedras importadas da Europa, construção da malha de esgoto nos principais bairros, aterramento de rios e córregos, alargamento de vias e criação de avenidas e boulevards, com arborização de centenas mudas de mangueira indianas, a fim de construir túneis sombreados.

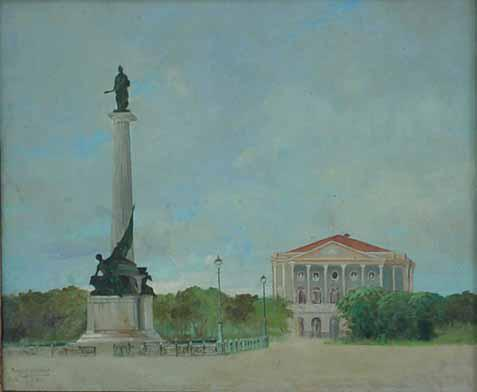
Praça da República em 1905, por Antônio Parreiras

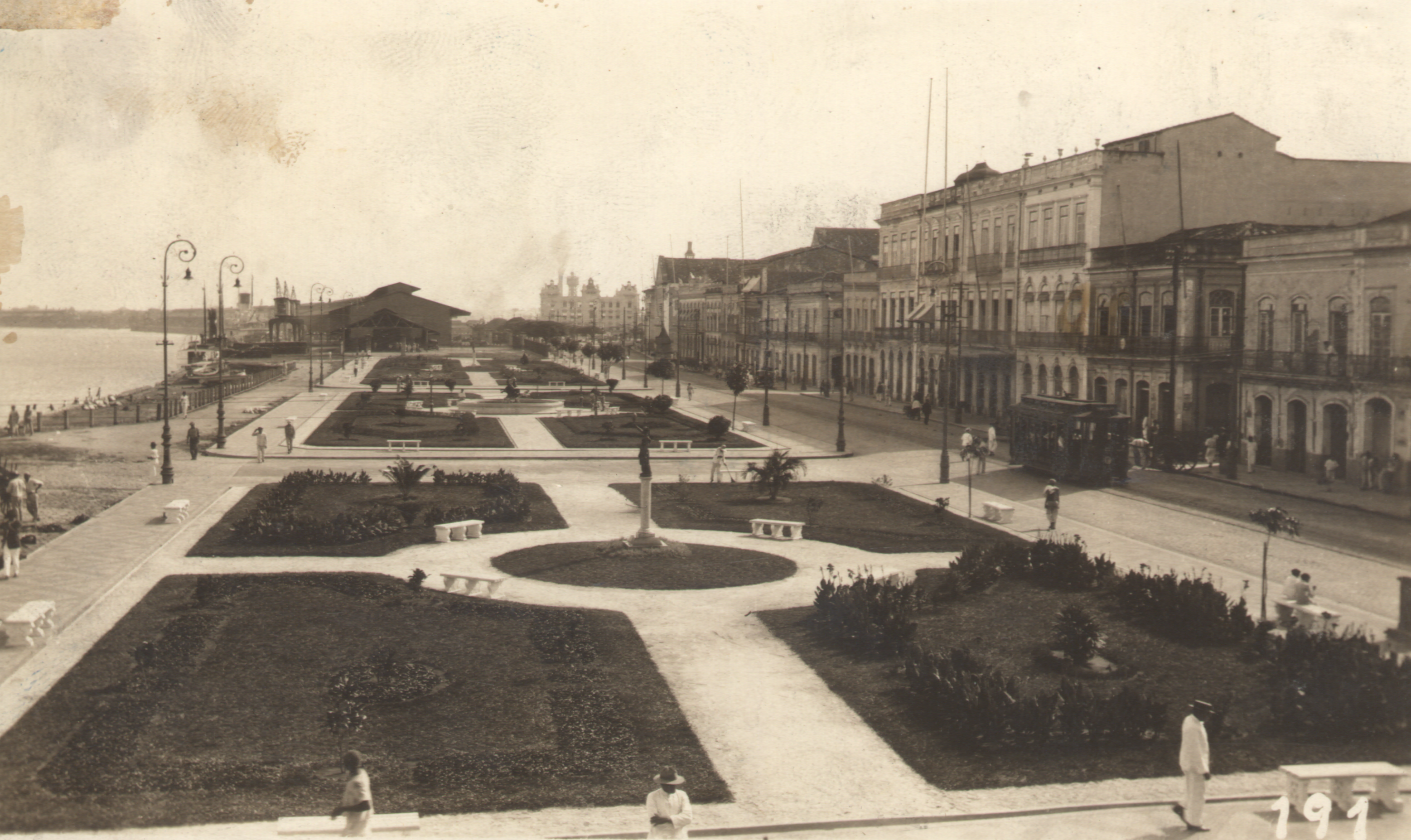
Belém, anos 1910. Arquivo Nacional

Neste momento, a fotografia aparece como elemento significativo registrando as transformações urbanas do período, servindo de propaganda política das realizações do então governo estadual. Estes registros resultaram no "Álbum de Belém" produzido em 1902 em Paris, com capa em baixo relevo, sob direção de Filipe Augusto Fidanza e texto de Henrique Santa Rosa. Construindo uma imagem idealizada, reinventando um imaginário sociocultural à moda parisiense e lenista. Com destaque para o Cine Olympia (1912), o cinema mais antigo em funcionamento no Brasil.
Apesar da intensa modernização dos bairros centrais, alguns como o Umarizal, ainda apresentavam formas antigas de ocupação do espaço, como: vilas estreitas, cabanas cobertos com palha ou lona, vacarias portuguesas, revelando a origem social humilde dos habitantes. As vacarias, estábulos precários atrás de residências em áreas alagadiças “na baixa”, que forneciam leite in natura e cultivavam flores para ornamento de caixões.
A partir da década de 1940, o município passou por outras duas grandes mudanças urbanísticas, devido novas tendências na construção civil e o plano de valorização do espaço da cidade, as vacarias foram loteados originando passagens com residências de alvenaria, e nas áreas mais altas e valorizadas iniciou-se o processo de verticalização a partir da avenida Presidente Vargas. Verificou-se: o aumento das densidades construídas e a elevação da altura dos edifícios; novas modalidades de seletividade social caracterizadas por arrojados projetos arquitetônicos; a incorporação de sofisticados equipamentos de lazer na área condominial com alta dos preços, criando à segregação sócio-espacial para a média e alta classe.
Na década de 1950 os bairros na na zona norte e da zona sul apresentavam índices de crescimento demográfico muito expressivos, o da Marambaia alcançou um índice de 112,04%, Sacramenta 210,69%, e; Sousa 201,22%. Estes chamados de bairros populares, em contraste com os velhos bairros, como o: Comércio com diminuição de 15,57%; Reduto 23, 21%, e; a Cidade Velha um crescimento de 23,25%. Na década de 1960 continuaram sendo os bairros mais populosos com cerca de 280 mil pessoas. Devido serem ocupadas por uma população pobre e bastante prolífera, residentes em pequenas moradias precárias em ocupações desordenadas, caracterizada por ruas tortuosas com matos nas margens lodosas de igarapés e arruamentos. Enquanto a área central se esvaziava devido invasão do comércio e da elite local, os bairros iniciais da zona leste se estabilizam em amplos quarteirões com largas avenidas.
Neste período os terrenos sem alagamentos da Primeira Légua Patrimonial já estavam ocupados, com o avanço das rodovias como a Belém-Brasília, iniciada na década de 1950, e a de acesso ao distrito de Icoaraci, seguindo o traçado da antiga Estrada de Ferro de Bragança, também conhecida como ferrovia Belém-Bragança, a área, inicialmente ocupada por fazendas, impulsionou o crescimento urbano e a expansão imobiliária. Esse processo ocorreu de maneira desordenada e carente de infraestrutura, porém, com o tempo tornou-se progressivamente valorizado, especialmente nas áreas de várzea (área de expansão), por meio da construção de conjuntos habitacionais e assentamentos populacionais, caracterizados por amplos quarteirões e largas avenidas. destinados aos remanejados das obras de infraestrutura realizadas no centro, nos eixos viários das Rodovias BR-316 e Augusto Montenegro, conhecida como “Nova Belém”/"Segunda Légua Patrimonial de Belém" (em 1899 devido a Lei de Terras, que doou as terras ao Intendência Municipal) como a Cidade Nova e a Nova Marambaia. Mas essa expansão inicialmente não teve muito êxito desejado devido a infraestrutura de mobilidade não ter acompanhado aumentando os custos de deslocamento ao centro.
Em 1960, ocorreu a fundação do campus principal da Universidade Federal do Pará, em Belém (campus universitário do Guamá). Quando iniciou a desativação da ferrovia Belém-Bragança, devido à queda nos investimentos e no faturamento com o avanço das rodovias, assim, em 1965, o Ministro da Aviação Juarez Távora, do então governo de Humberto de Alencar Castelo Branco, ordenou a destruição das locomotivas e das principais estações ferroviárias do estado, substituindo a Estação Ferroviária de São Brás por uma Estação Rodoviária, através do interventor Alacid Nunes, disfarçando a vingança pelo fato ocorrido em 1930, quando foi pressionado por políticos e militares paraenses à nomear Magalhães Barata interventor local. A partir da década de 1990, houve a segunda expansão na área da Nova Belém, com construções de condomínios de alta renda na rodovia Augusto Montenegro.

## Geografia

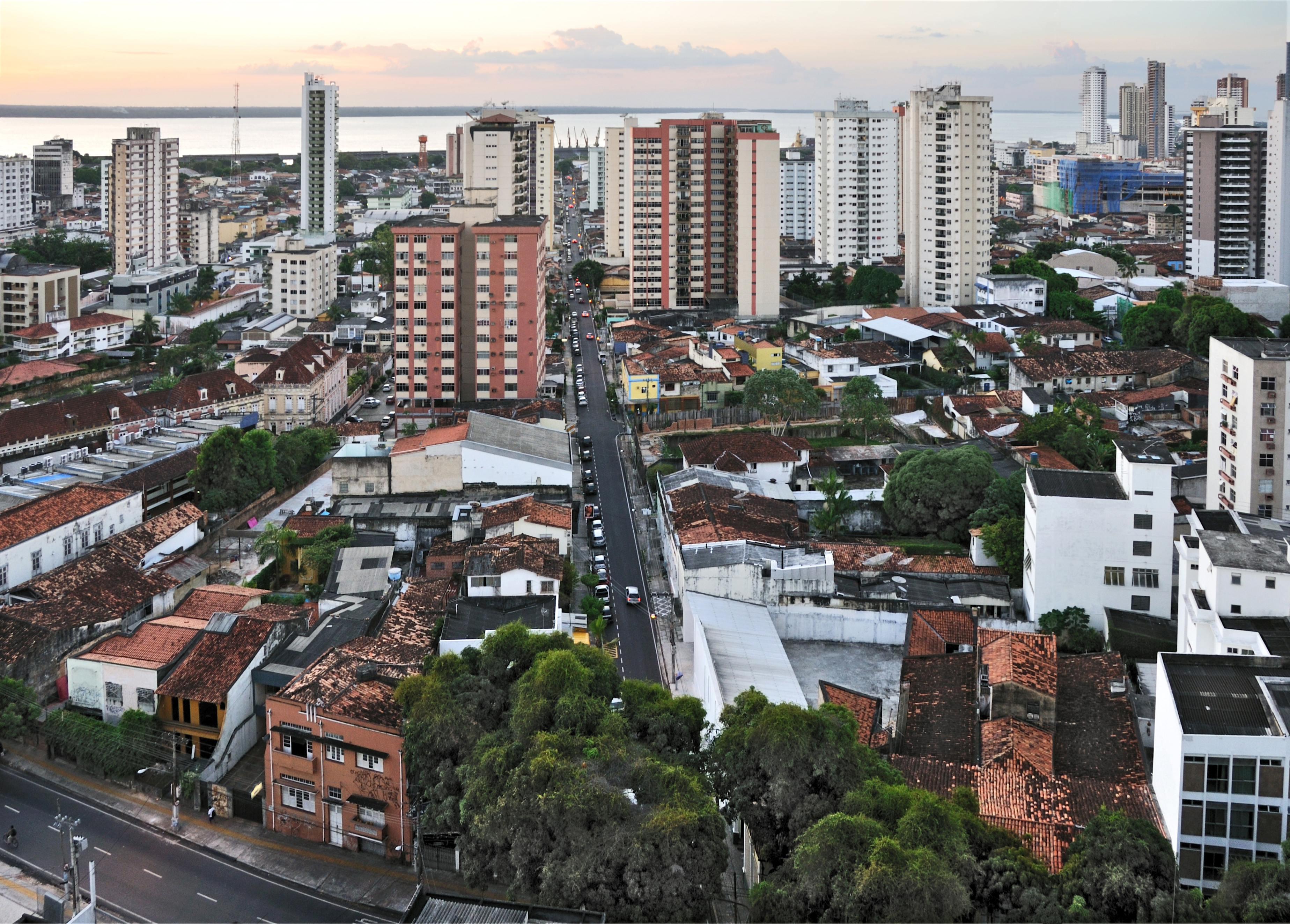
Vista da região central da cidade

A uma altitude de dez metros ao nível médio do mar, o território de Belém é o décimo terceiro maior dentre as capitais estaduais, com 1 059,458 km² de área, a maior parte insular, no qual estão 42 ilhas que formam cerca de 65% de todo o território. com destaque para as ilhas de Mosqueiro, Caratateua, Cotijuba e Combu, as mais frequentadas. Belém tem como limites os municípios de Ananindeua, Marituba, Santa Bárbara do Pará e Barcarena, além das baías do Marajó e Guajará.
De acordo com a divisão regional vigente desde 2017, instituída pelo IBGE, o município pertence às Regiões Geográficas Intermediária e Imediata de Belém. Até então, com a vigência das divisões em microrregiões e mesorregiões, fazia parte da microrregião de Belém, que por sua vez estava incluída na mesorregião Metropolitana de Belém.

### Geologia e hidrografia

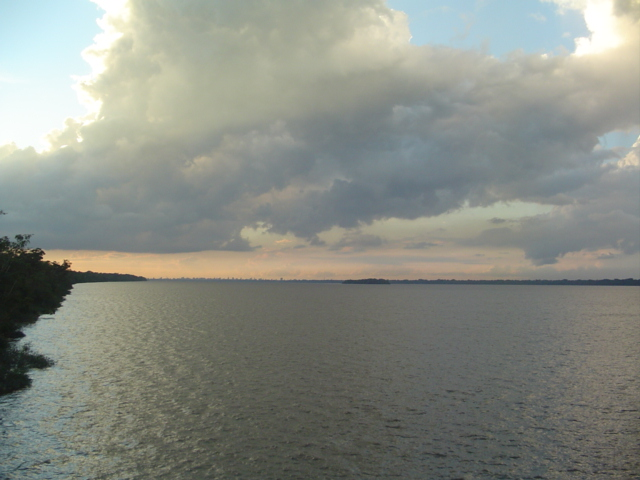
Baía do Guajará (Paraná-Guaçu)

Belém apresenta um solo com uma textura média e indiscriminada, cercada por terrenos alagadiços e igarapés, com grande atuação intempérica com concrecionários lateríticos, as mesmas vistas na região Bragantina. A topografia é baixa e pouco variável, com ponto de altitude máxima de 25 metros, na ilha de Mosqueiro. Boa parte da área da cidade encontra-se entre 3 e 4 metros, fazendo com que esta sofra influência das marés altas.
As unidades litoestratigráficas (camadas rochosas) pertencem ao grupo Barreiras, que é composto por oito fácies litológicas, além dos sedimentos Pós-Barreiras e da Unidade Cobertura Detrítica-Laterítica. O primeiro apresenta argilitos, siltitos e intercalações de lentes de arenitos; o segundo consiste em sedimentos inconsolidados (solos) de cor amarelada, formados por grãos de quartzo arredondados e de granulação fina, sobrepostos às rochas do Grupo Barreiras, mas lateritizadas; já a terceira é geralmente recoberta por latossolos amarelados. 54,73% da cobertura vegetal encontra-se alterada, o que representa uma situação alarmante, de acordo com o Instituto Nacional de Pesquisas Espaciais (INPE), principalmente devido à ocupação urbana associada ao desmatamento. Considerando sua área territorial, o município está entre os que apresentam os maiores índices de desmatamento no país.
Os rios que passam por Belém são o rio Maguari e rio Guamá, localizado no nordeste do Pará, cuja bacia hidrográfica drena uma área de 87 389,54 km². A Baía do Guajará banha diversas cidades do estado, inclusive a capital, formado pelo encontro da foz do rio Guamá com a foz do rio Acará. A rede de abastecimento chega a 80% das residências, mas somente 6,5% da descarga domiciliar está conectada à rede coletora de resíduos, provocando o descarte inadequado dos dejetos em 14 bacias que abastecem a cidade, 11 delas ligadas ao rio Guamá.

### Meio ambiente e ecologia

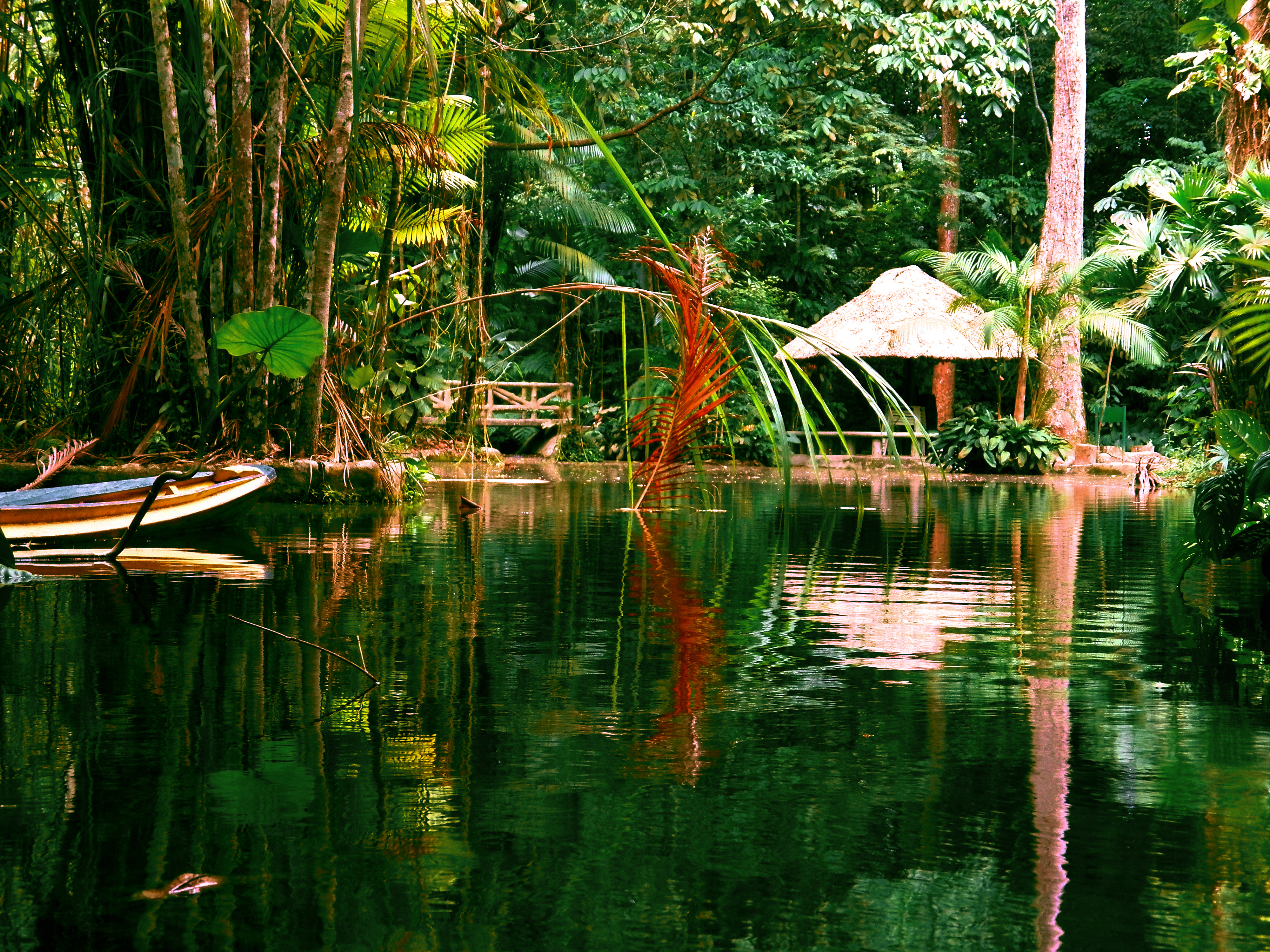
Bosque Rodrigues Alves

O Bosque Rodrigues Alves é uma área de preservação construída em 1883 na zona leste do município, no bairro Marco, um dos símbolos do embelezamento da capital na época da borracha. Contém uma área de 150 mil m², que mantém parte da natureza originária da área antes da expansão de Belém na década de 1950. Em 2002, o bosque integrou a rede de espaços de preservação natural e histórica Botanic Gardens Conservation Internacional (BGCI).
Em 1993, foram criados o Parque Estadual do Utinga e a Área de Proteção Ambiental da Região Metropolitana de Belém/APA Belém (Decreto 1 551), duas unidades de conservação de uso sustentável que abrangem vários municípios da Região Metropolitana de Belém (RMB), com objetivos de assegurar a potabilidade da água dos mananciais (lagos Água Preta e Bolonha, do rio Aurá, e respectivas bacias hidrográficas); ordenar o uso do solo; promover o saneamento e a urbanização das áreas; recuperar as áreas degradadas; preservar/recuperar a biodiversidade da várzea, igapó e terra firme; preservar o Sítio Histórico do Engenho do Murutucu; tratar/reciclar os resíduos sólidos; implementar a educação ambiental comunitária e atividades turísticas em espaços demarcados; realizar pesquisas científicas.
Em 2005, foi criado o Sistema de Meio Ambiente do Município de Belém (Lei 8 489), que faz a gestão do patrimônio ambiental municipal dos recursos naturais, visando o planejamento e a execução dos processos de construção, preservação e restauração do meio ambiente e do equilíbrio ecológico. Estima-se que a população local produza, em média, mil toneladas de lixo por dia, dos quais apenas oito toneladas passam por processo de reciclagem, via coleta seletiva municipal e, também através das treze cooperativas de reciclagem e a associação de catadores, com posterior envio a empresas especializadas.

### Clima
| Maiores acumulados de precipitação em 24 horas registrados em Belém por mês (INMET) | Maiores acumulados de precipitação em 24 horas registrados em Belém por mês (INMET) | Maiores acumulados de precipitação em 24 horas registrados em Belém por mês (INMET) | Maiores acumulados de precipitação em 24 horas registrados em Belém por mês (INMET) | Maiores acumulados de precipitação em 24 horas registrados em Belém por mês (INMET) | Maiores acumulados de precipitação em 24 horas registrados em Belém por mês (INMET) |
| Mês                                                                                 | Acumulado                                                                           | Data                                                                                | Mês                                                                                 | Acumulado                                                                           | Data                                                                                |
| ----------------------------------------------------------------------------------- | ----------------------------------------------------------------------------------- | ----------------------------------------------------------------------------------- | ----------------------------------------------------------------------------------- | ----------------------------------------------------------------------------------- | ----------------------------------------------------------------------------------- |
| Janeiro                                                                             | 118,2 mm                                                                            | 10/01/1971                                                                          | Julho                                                                               | 111 mm                                                                              | 13/07/1974                                                                          |
| Fevereiro                                                                           | 161,2 mm                                                                            | 13/02/2013                                                                          | Agosto                                                                              | 80,4 mm                                                                             | 11/08/1969                                                                          |
| Março                                                                               | 195,6 mm                                                                            | 09/03/2020                                                                          | Setembro                                                                            | 67,4 mm                                                                             | 23/09/1964                                                                          |
| Abril                                                                               | 200,8 mm                                                                            | 25/04/2005                                                                          | Outubro                                                                             | 74,4 mm                                                                             | 07/10/2005                                                                          |
| Maio                                                                                | 125,6 mm                                                                            | 20/05/1935                                                                          | Novembro                                                                            | 157,8 mm                                                                            | 23/11/2020                                                                          |
| Junho                                                                               | 99,7 mm                                                                             | 20/06/1996                                                                          | Dezembro                                                                            | 121,4 mm                                                                            | 21/12/1989                                                                          |
| Período: 01/01/1931 a 30/09/1964 e 01/01/1967–presente                              |                                                                                     |                                                                                     |                                                                                     |                                                                                     |                                                                                     |

Com clima tipicamente equatorial (Af segundo Köppen-Geiger), Belém apresenta um dos maiores índices pluviométricos do país e o maior dentre as capitais brasileiras, superando os 3 000 milímetros (mm) anuais. As chuvas são abundantes durante todo o ano, sendo mais frequentes entre dezembro e maio e com maior ocorrência no período da tarde. Com mais de 2 200 horas anuais de insolação ao ano e elevados índices de umidade relativa do ar, o calor também é constante durante todo o ano, chegando a 33 °C nos meses mais quentes.
Segundo dados do Instituto Nacional de Meteorologia (INMET), de 1931 a 1964 e a partir de 1967, o recorde de menor temperatura registrada em Belém ocorreu no dia 26 de agosto de 1984, com mínima de 18,5 °C. Por outro lado, a maior temperatura foi registrada em 1 de dezembro de 2015, quando a máxima chegou a 38,5 °C.
O maior acumulado de precipitação em 24 horas atingiu 200,8 mm no dia 25 de abril de 2005, seguido por 195,6 mm em 9 de março de 2020, 161,2 mm em 13 de fevereiro de 2013 e 157,8 mm em 23 de novembro de 2020. O mês de maior precipitação foi março de 2020, com acumulado total de 934 mm, enquanto outubro de 1997 registrou apenas 8,2 mm, o menor da série histórica.
| Dados climatológicos para Belém                                                                                          | Dados climatológicos para Belém | Dados climatológicos para Belém | Dados climatológicos para Belém | Dados climatológicos para Belém | Dados climatológicos para Belém | Dados climatológicos para Belém | Dados climatológicos para Belém | Dados climatológicos para Belém | Dados climatológicos para Belém | Dados climatológicos para Belém | Dados climatológicos para Belém | Dados climatológicos para Belém | Dados climatológicos para Belém |
| Mês | Jan                             | Fev                             | Mar                             | Abr                             | Mai                             | Jun                             | Jul                             | Ago                             | Set                             | Out                             | Nov                             | Dez                             | Ano                             |
| --- | ------------------------------- | ------------------------------- | ------------------------------- | ------------------------------- | ------------------------------- | ------------------------------- | ------------------------------- | ------------------------------- | ------------------------------- | ------------------------------- | ------------------------------- | ------------------------------- | ------------------------------- |
| Temperatura máxima recorde (°C)                                                                                          | 36                              | 36,3                            | 35,2                            | 35,2                            | 35,5                            | 35,6                            | 35,8                            | 37,2                            | 38,1                            | 37,4                            | 37,9                            | 38,5                            | 38,5                            |
| Temperatura máxima média (°C)                                                                                            | 31,4                            | 31                              | 31,1                            | 31,5                            | 32,2                            | 32,5                            | 32,6                            | 33                              | 33,2                            | 33,1                            | 33,1                            | 32,5                            | 32,3                            |
| Temperatura média compensada (°C)                                                                                        | 26,3                            | 26,1                            | 26,3                            | 26,5                            | 26,8                            | 26,9                            | 26,8                            | 27,1                            | 27,3                            | 27,3                            | 27,4                            | 27                              | 26,8                            |
| Temperatura mínima média (°C)                                                                                            | 23                              | 23,1                            | 23,3                            | 23,4                            | 23,4                            | 23,1                            | 22,8                            | 22,9                            | 22,9                            | 22,9                            | 23,1                            | 23,1                            | 23,1                            |
| Temperatura mínima recorde (°C)                                                                                          | 19,4                            | 18,8                            | 19,6                            | 19,2                            | 20                              | 19,8                            | 18,9                            | 18,5                            | 18,8                            | 18,9                            | 18,6                            | 19                              | 18,5                            |
| Precipitação (mm) | 393,8                           | 437,8                           | 506,3                           | 465,5                           | 323,6                           | 205,8                           | 156                             | 128,7                           | 120,1                           | 135,8                           | 151,4                           | 283,5                           | 3 308,3                         |
| Dias com precipitação (≥ 1 mm)                                                                                           | 25                              | 25                              | 26                              | 25                              | 23                              | 17                              | 14                              | 12                              | 12                              | 13                              | 13                              | 19                              | 224                             |
| Umidade relativa compensada (%)                                                                                          | 88,1                            | 89,5                            | 89,7                            | 88,9                            | 86,3                            | 82,8                            | 81,5                            | 80,2                            | 79,3                            | 79,3                            | 79,6                            | 83,7                            | 84,1                            |
| Insolação (h) | 132,9                           | 104,7                           | 117,2                           | 138,7                           | 187,3                           | 230,3                           | 250,1                           | 264,9                           | 247,1                           | 240,6                           | 205,1                           | 168,1                           | 2 287                           |
| Fonte: INMET (normal climatológica de 1991-2020; recordes de temperatura de 01/01/1931-30/09/1964 e 01/01/1967-presente) |                                 |                                 |                                 |                                 |                                 |                                 |                                 |                                 |                                 |                                 |                                 |                                 |                                 |

## Demografia
Belém é o município mais populoso do Pará com uma população estimada de 1 398 531 habitantes, com uma densidade de aproximadamente 131 523 hab/km², sendo o município mais populoso do Pará, o 2º da região Norte e o 12ª do Brasil.
De acordo com o Censo Demográfico de 2010, 734 391 habitantes eram mulheres (equivalendo a 50,78% da população), e 659 008 homens (representando 45,57% da população), com a maior parte da população (67,83%, 980 878 habitantes) com idade entre 15 e 64 anos,, em comparação com a atualidade, houve um crescimento populacional de 3,64%, possuindo assim a 2ª segunda maior densidade demográfica desta macrorregião (1 315 hab/km²), onde 1 381 475 vivem em zona urbana, enquanto que apenas 11 924 vivem em zona rural. Em 2008, 97,63% de sua população era alfabetizada.
Sua região metropolitana (RMB) é a segunda mais populosa da Amazônia (2 539 097), a 14.ª mais populosa do país e a 178ª do mundo. É classificada como uma das capitais com melhor qualidade de vida do Norte brasileiro.
De acordo com um estudo genético de 2013, a ancestralidade da população de Belém é composta por 53,70% de contribuição europeia, 29,50% de contribuição indígena e 16,8% de contribuição africana.
Ocupa a 22.ª posição no ranking de IDH por capital (0,746, alto) e a sexta posição na lista de maiores IDH da região Norte. Segundo dados referentes a cor/raça obtidos pelo IBGE durante o Censo de 2022, cerca de 61,8% (806 103 pessoas) dos belenenses são pardos, 26,3% (342 476 pessoas) são brancos, 11,5% (149 395 pessoas) são pretos e 0,3% (3 298 pessoas) são amarelos. A capital paraense abriga 2 125 pessoas que se declararam como indígenas (0,16% da população) e 1 361 pessoas (0,10% da população) autodeclaradas quilombolas.

### Região metropolitana

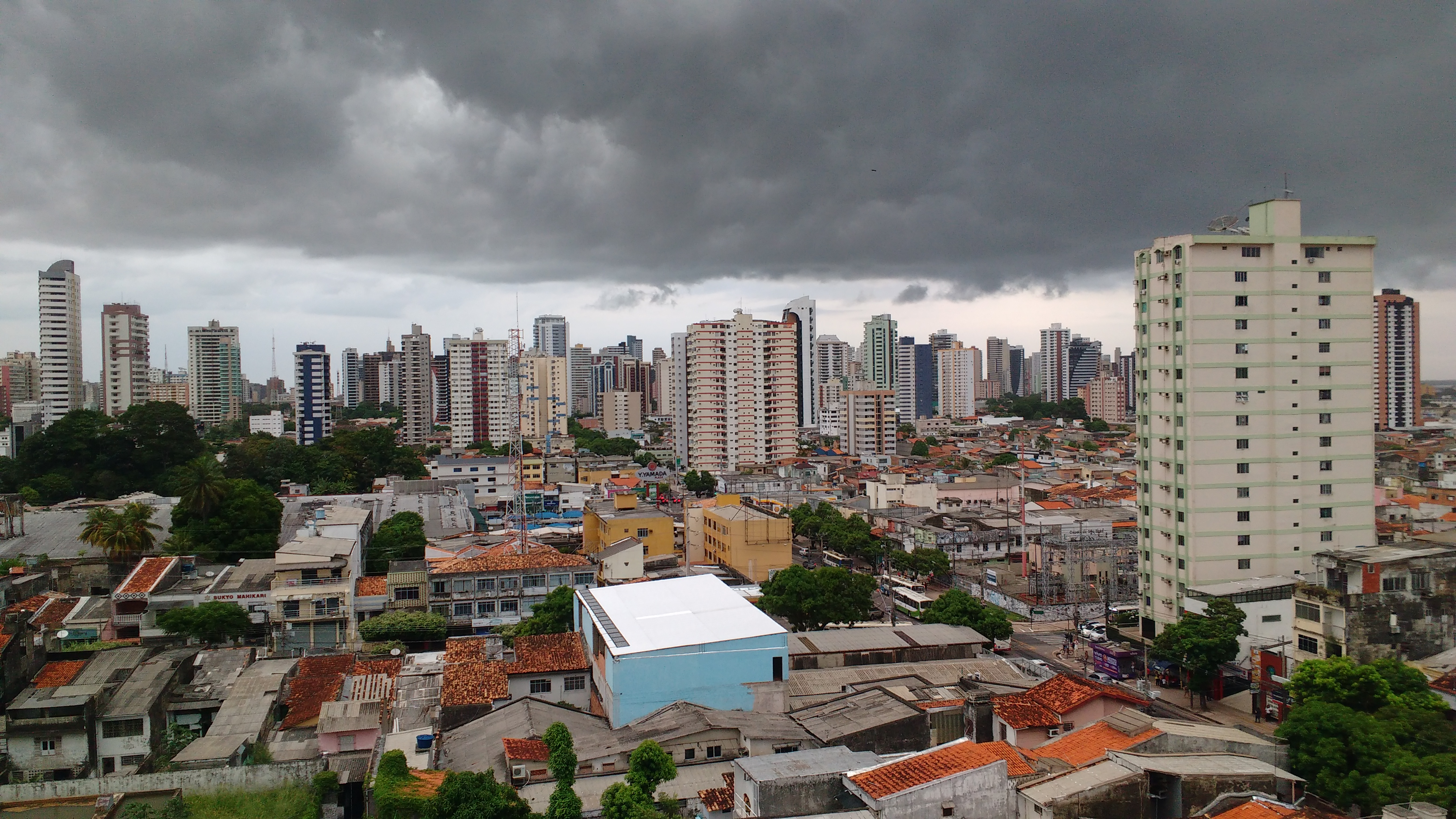
Panorama da região central da cidade em 2016

Criada por lei complementar federal em 1973, cuja disposição normativa foi alterada em 1995, 2010, 2011 e 2023 a Região Metropolitana de Belém (RMB), com 2 369 269 habitantes IBGE/2022, compreende os municípios de Ananindeua, Barcarena, Belém, Benevides, Castanhal, Marituba, Santa Bárbara do Pará e Santa Isabel do Pará. Devido ao intenso processo de conurbação, hoje a Região Metropolitana de Belém é um dos maiores aglomerados urbanos da Região Norte. É a 177ª maior área metropolitana do mundo e 11ª do Brasil.

### Segurança e criminalidade
Em 2018, Belém foi a capital brasileira com o maior registro de assassinatos violentos do país, obtendo uma taxa de 77 casos para cada cem mil habitantes, segundo estudo sobre os níveis de violência nos municípios brasileiros com mais de cem mil habitantes, utilizando informações de homicídios contabilizados no Ministério da Saúde.
Abaixo, segue a evolução das taxas de homicídios estimadas na capital paraense no período de 2007 a 2017, conforme tabela:
| Taxa estimada de homicídios | Taxa estimada de homicídios | Taxa estimada de homicídios | Taxa estimada de homicídios | Taxa estimada de homicídios | Taxa estimada de homicídios | Taxa estimada de homicídios | Taxa estimada de homicídios | Taxa estimada de homicídios | Taxa estimada de homicídios | Taxa estimada de homicídios | Variação %  | Variação %  | Variação %  |
| --------------------------- | --------------------------- | --------------------------- | --------------------------- | --------------------------- | --------------------------- | --------------------------- | --------------------------- | --------------------------- | --------------------------- | --------------------------- | ----------- | ----------- | ----------- |
| 2007                        | 2008                        | 2009                        | 2010                        | 2011                        | 2012                        | 2013                        | 2014                        | 2015                        | 2016                        | 2017                        | 2007 a 2017 | 2012 a 2017 | 2016 a 2017 |
| 37,0                        | 52,7                        | 49,4                        | 65,3                        | 49,8                        | 56,4                        | 60,2                        | 59,0                        | 61,5                        | 76,7                        | 74,3                        | 101,1       | 31,8        | -3,1        |

### Religião

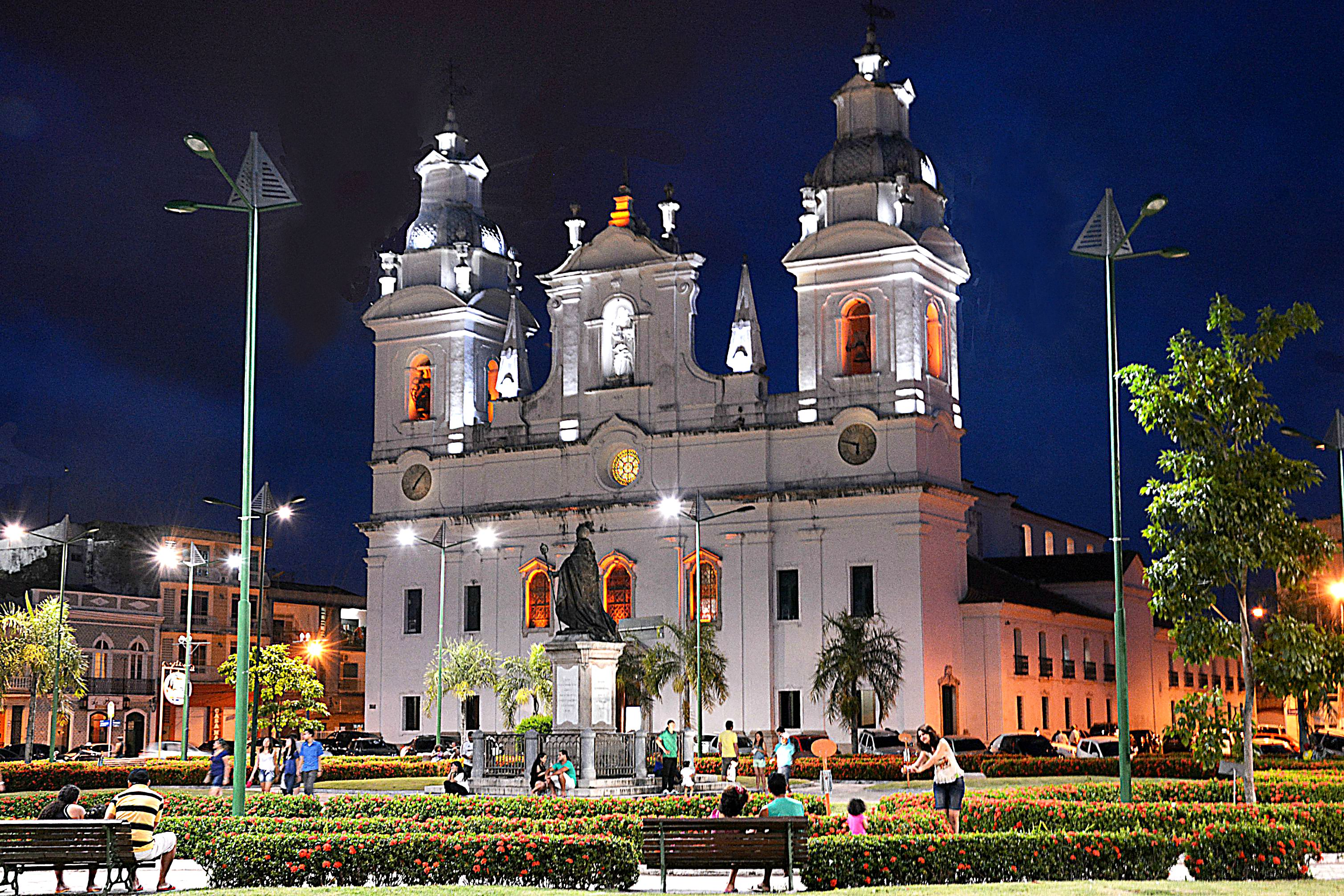
Catedral Metropolitana de Belém

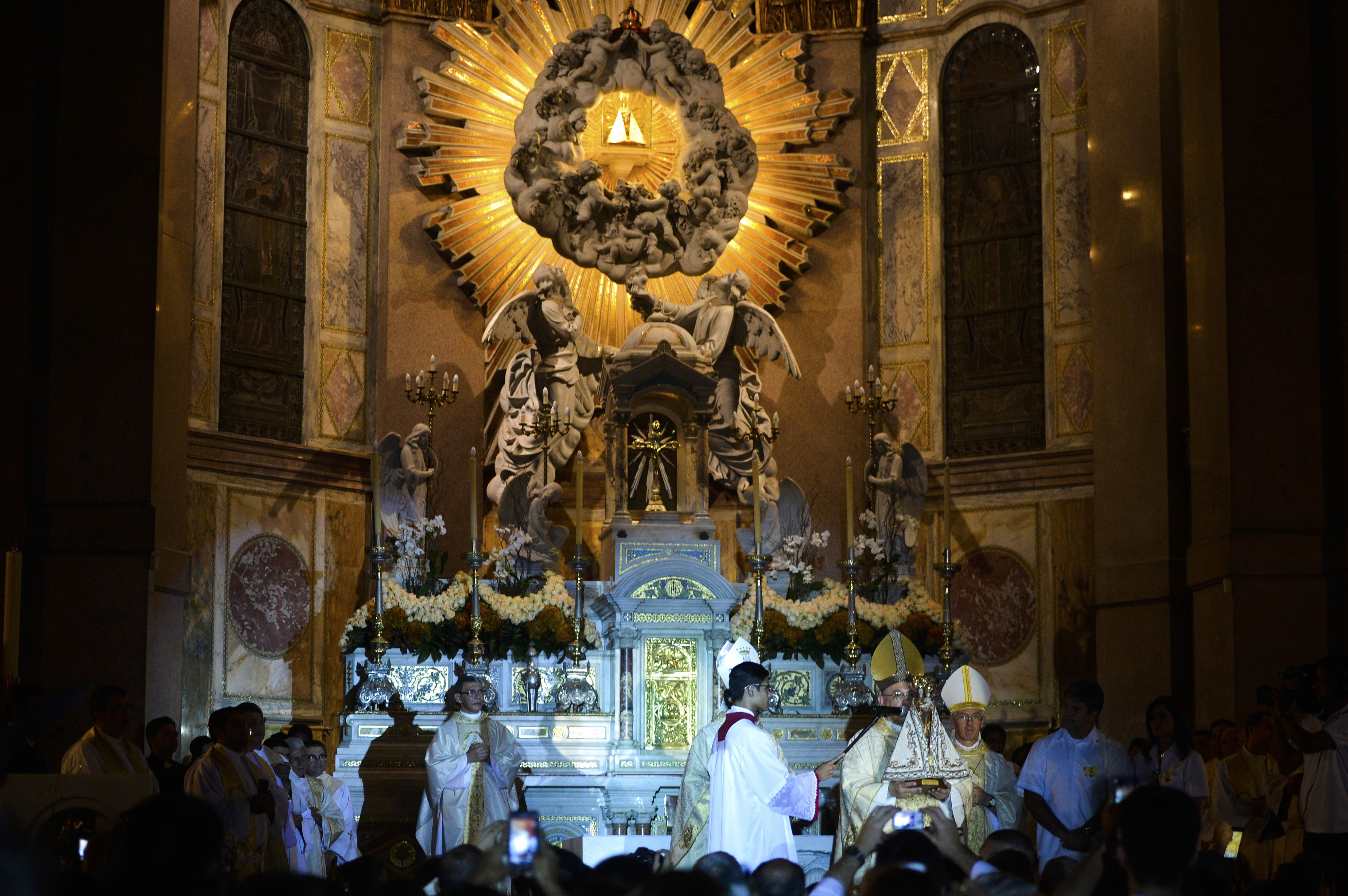
Manto de Nossa Senhora de Nazaré na basílica homônima. O Círio de Nazaré é uma das maiores celebrações religiosas do mundo

O catolicismo é a religião predominante no estado e no município de Belém, seguido do protestantismo (como a Assembleia de Deus, Batista, Quadrangular e Universal) e das afro-brasileiras (como Umbanda, Candomblé, Tambor de Mina e Pajelança) com diversas casas de culto/oração. Porém é possível encontrar pessoas adeptas das mais diversas crenças, a saber: espiritismo, judaísmo, neopaganismo. Segundo o censo brasileiro de 2022, a composição religiosa da cidade era de 55,25% católicos, 33,43% evangélicos ou protestantes, 1,27% espíritas, 0,81% umbandistas ou candomblecistas, 0,01% religião tradicional, 3,41% outras religiões, 5,72% irreligiosos, 0,02% desconhecidos e 0,08% não declarados.
Belém sedia o evento religioso Círio de Nazaré, que acontece anualmente no mês de outubro desde 1793, reunindo cerca de dois milhões de devotos de Nossa Senhora de Nazaré em cultos e procissões religiosas (sendo uma das maiores festas cristã do Brasil) durante quinze dias formando a "quadra Nazarena". Entre as manifestações, destacam-se: romaria fluvial, moto-romaria, transladação, a procissão do Círio no domingo e o recírio.
A capital paraense possui inúmeras igrejas, capelas e santuários, em sua maioria católicos, das quais destacam-se: Catedral Metropolitana de Belém; Basílica Santuário de Nazaré (única da Amazônia elevada à categoria de Santuário Mariano Arquidiocesano e em processo de tombamento como patrimônio histórico iniciado em 1992); Igreja de Santo Alexandre (atual Museu de Arte Sacra); Santuário de Fátima; Igreja das Mêrces, Igreja do Carmo.
Em novembro de 1910, a Igreja Batista da cidade recebeu dois missionários batistas suecos oriundos dos Estados Unidos: Daniel Berg e Gunnar Vingren, que vieram embalados pelo trabalho missionário do movimento cristã-evangélico pentecostalismo (ao qual aderiram aos Estados Unidos). Sob a autorização do reverendo Nelson, que seguiu em viagem aos Estados Unidos em busca de recursos para a obra, estes ficaram à frente do trabalho local, aproveitando a oportunidade para pregar o pentecostalismo. Devido às dissensões sobre o batismo no Espírito Santo, foram convidados a se retirarem em 1910, formando sua própria instituição religiosa em Belém, chamada inicialmente de Missão da Fé Apostólica, com o grupo que concordava com os novos ensinamentos, que mais tarde em janeiro de 1918 mudou definitivamente para a denominação Assembleia de Deus.

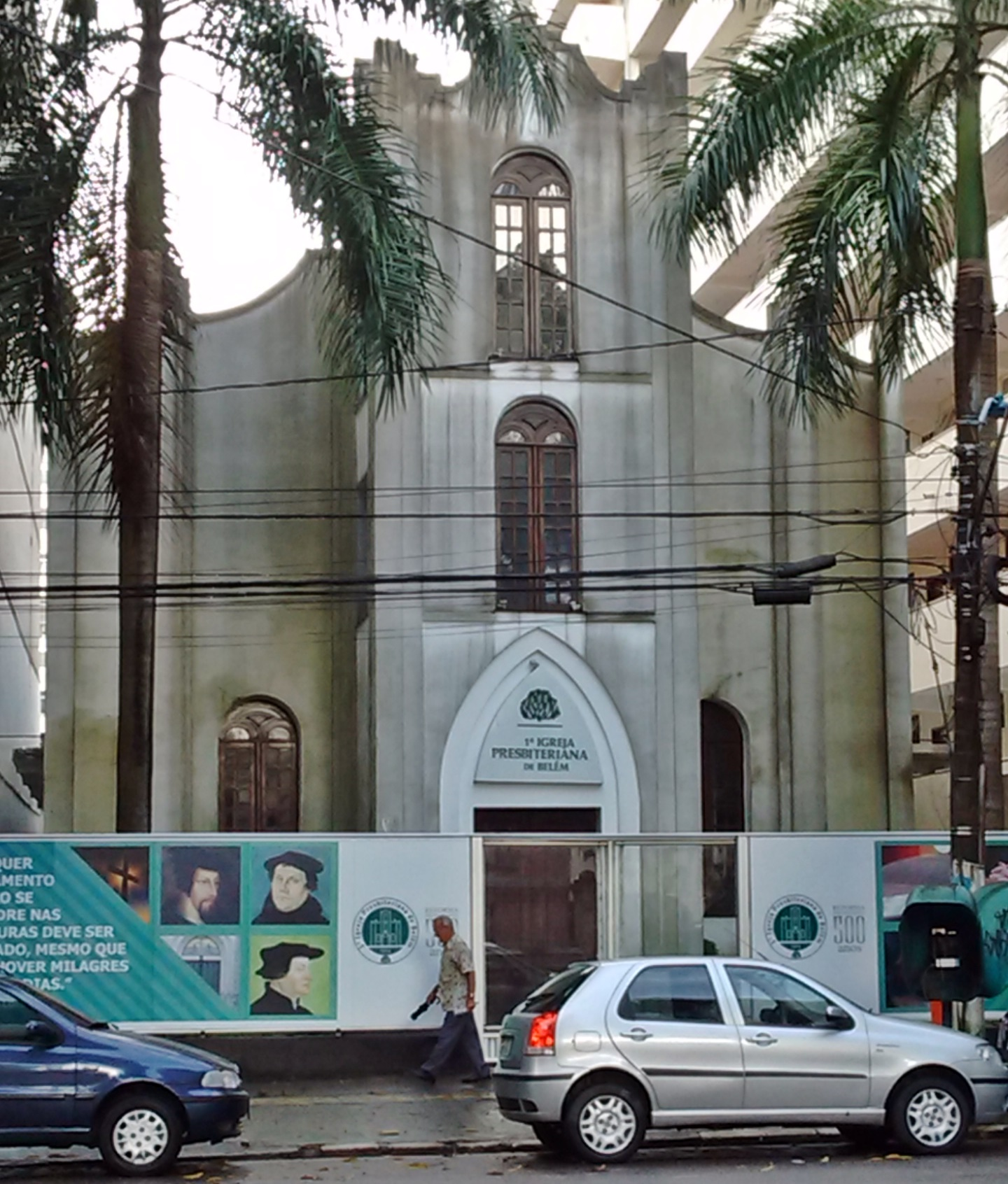
Primeira Igreja Presbiteriana de Belém

A maioria dos judeus em Belém chegaram no século XIX oriundos do Marrocos fundando a primeira Comunidade Judaica da Amazônia e do Brasil República, descendentes dos refugiados da inquisição na Espanha e em Portugal (1496) com intuito de poder praticar livremente sua fé e enriquecer com o crescente extrativismo da região. A imigração foi facilitada por esta ser uma cidade portuária atingida pela carta régia, que abriu os portos do país para nações amigas. Alguns espalharam-se no interior ao longo do Rio Amazonas, posteriormente migrando para a capital devido fortalecimento da comunidade. Segundo Censo a capital paraense é o domicílio de 1 346 judeus - concentrando quase 70% dos judeus do estado - sendo a quinta cidade com o maior concentração no país e a maior do Norte. Também possui uma comunidade muçulmana e uma mesquita, que integra o Centro Islâmico Cultural do Pará.
Em 1824, foi inaugurada a primeira sinagoga judaica brasileira, denominada "Eshel Abraham", preservando a religião e a cultura sefaradi-marroquina dos imigrantes. Em 1889, esse fluxo migratório foi intensificado com a proclamação da república, a separação da igreja do Estado e o apogeu do Ciclo da Borracha. Belém sedia a Congregação Judaica do Pará com mais duas sinagogas: "Shaar Hashamaim" (1889) e uma unidade "Beit Chabad" (1842) — a primeiro necrópole judaica do país.
Em 1860, o reverendo escocês Richard Holden desembarcou em Belém, enviado pela Igreja Episcopal dos Estados Unidos, devido ser um posto de distribuição de bíblias, e junto à expectativa de que o Rio Amazonas fosse aberto à navegação internacional, onde tentou criar uma comunidade anglicana, mas sem sucesso, pois usou a imprensa local para difundir a religião, escrevendo artigos em jornais que provocaram a ira do então bispo católico da cidade, Dom Antônio de Macedo Costa.

## Governo e política
Belém nasceu com foros de cidade, porém a data e o ato de criação perderam-se na deficiência da documentação e arquivamento, bem como os nomes das primeiras autoridades que integraram a fase inicial da administração municipal. Contudo, conforme Palma Muniz há indícios da existência de um Senado da Câmara, a partir de 1625, que tomara decisões sobre a problemática com os índios, como por exemplo, a forma de administração das aldeias indígenas.

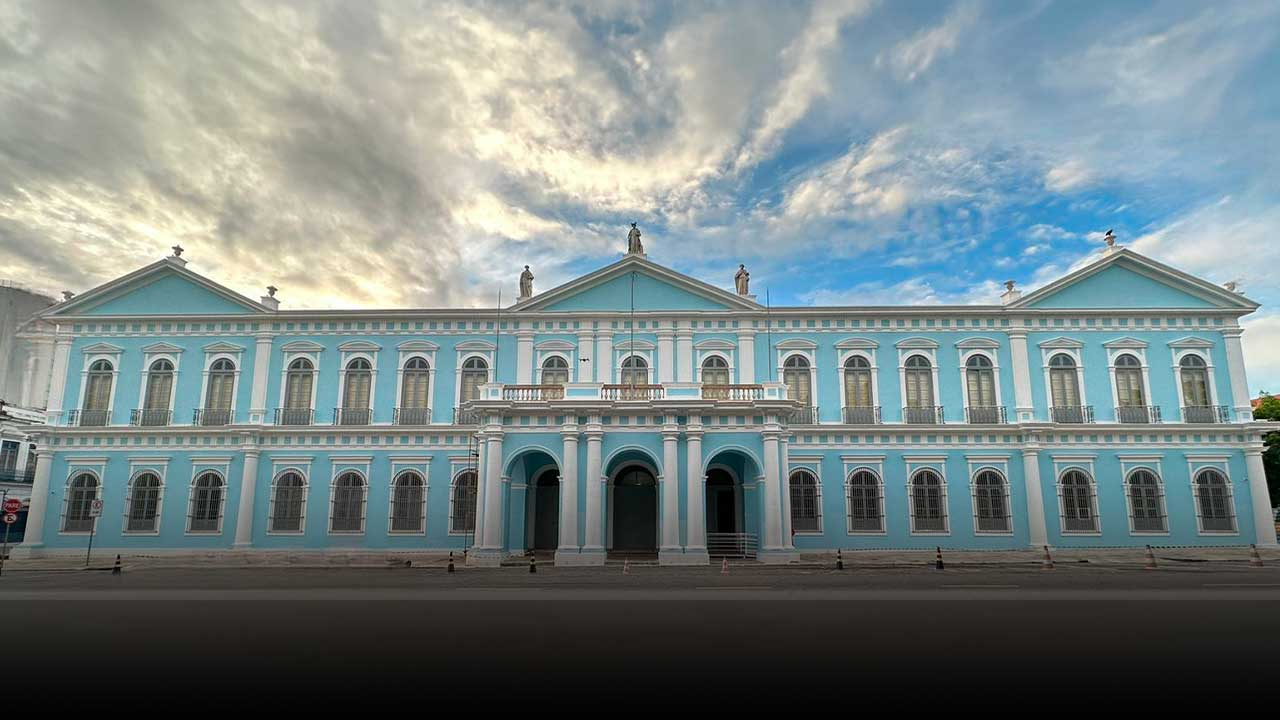
Palácio Antônio Lemos, sede da prefeitura de Belém desde o século XIX

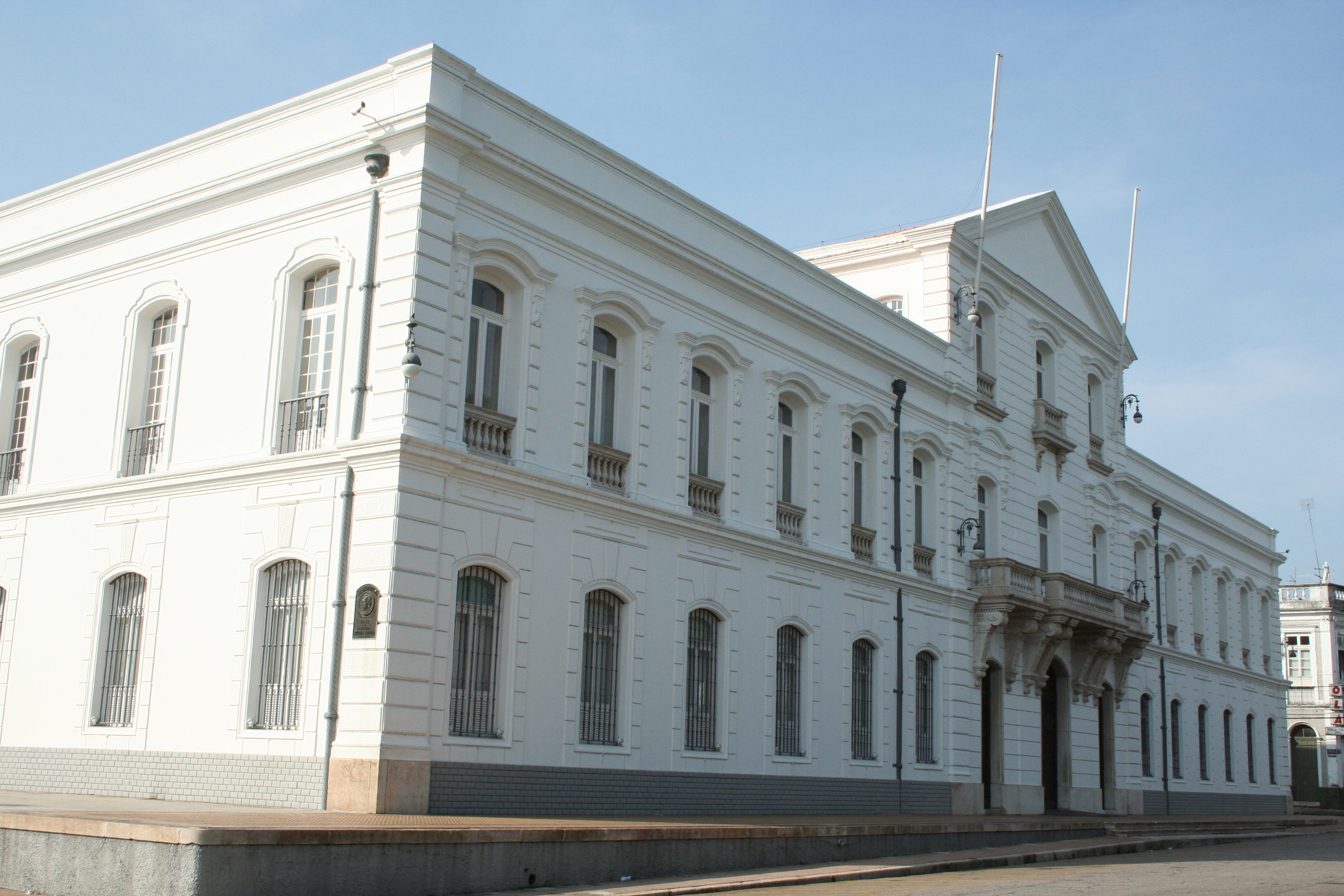
Palácio Lauro Sodré (antigo palácio do governo, atual museu do estado do Pará)

Em 1655, provavelmente fora a data da elevação do município à categoria de cidade (conforme Ofício de 1733), quando os oficiais da Câmara comunicaram ao Governo da Capitania que o Rei os deixou a mercê durante setenta e oito anos, solicitando assim terem os mesmos privilégios da cidade do Porto. A mais antiga vereação da Câmara conhecida é de 1661, constituída pelos vereadores: Bernardino de Carvalho, Manoel Álvares da Cunha, Gaspar da Rocha Porto Carneiro, Braz da Silva e Manoel Braz. Em 1673, o então governador Pedro César de Meneses transferiu a sede da capitania do Grão-Pará e Maranhão (unificados desde 1623) da cidade de São Luís à Belém, porém, em 1688, o Rei revogou a transferência retornando à São Luis. Em 1737, a sede governamental foi transferida novamente à Belém e, em 1815, as Capitanias Gerais brasileiras foram transformadas em Províncias, ficando Belém como capital da Província do Grão-Pará.
Em virtude da Proclamação da República, em 1889, a Câmara Municipal de Belém foi extinta em 1889 (conforme Lei nº 3), sendo substituída pelo Conselho Municipal. Com a Lei Orgânica dos Municípios criada em 1891, os municípios passaram a ser governados por um Intendente Municipal, com funções executivas e um Conselho Municipal, com funções deliberativas. Em consequência a esta lei, ocorreram as primeiras eleições municipais republicanas neste mesmo ano, cujo mandato compreendeu o triênio de 1891 a 1894, empossando o eleito D. Gama Abreu (Barão de Marajó), como Intendente. O período de 1897 a 1911, administrado por Intendente Antônio José de Lemos, é considerado a fase áurea do município de Belém, quando ocorreu o projeto de embelezamento e desenvolvimento do perímetro urbano da cidade, com melhorias como: calçamentos de granito, construção do Mercado de Ferro, Quartel dos Bombeiros, Asilo de Mendicidade, Necrotério Público, rede de esgotos, praças ajardinadas, suntuosos prédios, expansão do bairro do Marco, iluminação pública com rede elétrica; bondes elétricos, surgimentos dos grandes jornais diários A Província do Pará e a Folha do Norte. Porém, a derrocada do ciclo da borracha e a Primeira Guerra Mundial estancaram o crescimento da grande metrópole da Amazônia.
A Reforma da Constituição do Estado de 1914, mudou a administração do município, pois ficou composta por um Conselho Municipal de 12 membros, eleito diretamente, e por um Intendente municipal, nomeado pelo Governador do Estado. O primeiro nomeado foi Antônio Martins Pinheiro, que tomou posse em 14 de setembro de 1914, e o Presidente eleito para o Conselho Municipal foi Dionísio Auzier Bentes. Após da Revolução de 1930, o primeiro Intendente de Belém foi Ismael de Castro. Após a reconstitucionalização de 1945, os municípios voltarem a ter o direito de eleger seus prefeitos (conforme Lei Federal 1 645° de 1952), tendo ocorrido a primeira eleição em Belém, em 27 de setembro de 1953, quando venceu Celso Carneiro da Gama Malcher. Com o processo de redemocratização nacional iniciado em 1985, após o golpe de 1964, Belém elegeu, neste mesmo ano, Fernando Coutinho Jorge como prefeito da capital paraense.
Conforme a Lei Orgânica Municipal (baseado no Estatuto da Cidade de 2001), o Poder Público Municipal tem como prioridades básicas a elevação da qualidade de vida e a redução das desigualdades sociais entre as periferias e as regiões urbanas do município, através de ações do projeto "cidade integral", definidas em diretrizes estratégicas nas áreas de "menor índice de qualidade de vida", que vem sendo construída através da participação popular e controle social. A Lei Orgânica também institui as diretrizes gerais para a elaboração orçamentária para o exercício financeiro do município, relativas às despesas com pessoal e encargos sociais e as possíveis alterações na legislação tributária.

### Cidades-irmãs
O município de Belém possui, ao todo, sete cidades-irmãs; a saber:
| - Campinas, Brasil (2003) - Manaus, Brasil (2004) - Goiânia, Brasil (2006) | - Aveiro, Portugal (2007) - Forte da França, Martinica (2011) - Belém, Palestina (2012) - Nanyang, China (2012) |

## Subdivisões
Baseado no Plano Diretor Urbano de Belém (Lei 8 655) que instituí o aumento da autonomia municipal e uma gestão mais democrática de desenvolvimento urbano, configurou-se o município em 71 bairros oficiais, distribuídos em oito unidades básicas de planejamento, nomeadas Zonas ou Distritos Administrativos, a saber: Belém (DABEL); Benguí (DABEN); Entroncamento (DAENT); Guamá (DAGUA); Icoaraci (DAICO); Mosqueiro (DAMOS); Outeiro (DAOUT), e; Sacramenta (DASAC).
| Distritos administrativos | Nº de bairros | Bairros | Mapa de Belém e seus bairros |
| Centro (DABEL)            | 8             | Batista Campos • Campina • Cidade Velha • Marco • Nazaré • Reduto • São Brás • Umarizal | Mapa de Belém e seus bairros |
| Benguí (DABEN)            | 8             | Benguí • Cabanagem • Coqueiro • Parque Verde • Pratinha • São Clemente • Tapanã • Una | Mapa de Belém e seus bairros |
| Entroncamento (DAENT)     | 10            | Águas Lindas • Aurá • Castanheira • Curió-Utinga • Guanabara • Mangueirão • Marambaia • Souza • Universitário • Val-de-Cans | Mapa de Belém e seus bairros |
| Guamá (DAGUA)             | 6             | Canudos • Condor • Cremação • Guamá • Jurunas • Montese (Terra Firme) | Mapa de Belém e seus bairros |
| Icoaraci (DAICO)          | 9             | Águas Negras • Agulha • Campina de Icoaraci • Cruzeiro • Maracacueira • Paracuri • Parque Guajará • Ponta Grossa • Tenoné | Mapa de Belém e seus bairros |
| Mosqueiro (DAMOS)         | 19            | Aeroporto • Ariramba • Baía do Sol • Bomfim • Carananduba • Caruará • Chapéu Virado • Farol • Mangueiras • Maracajá • Marahú • Murubira • Natal do Murubira • Paraíso • Porto Arthur • Praia Grande • São Francisco • Sucurijuquara • Vila | Mapa de Belém e seus bairros |
| Outeiro (DAOUT)           | 4             | Água Boa • Brasília • Itaiteua • São João do Outeiro | Mapa de Belém e seus bairros |
| Sacramenta (DASAC)        | 7             | Barreiro • Fátima • Maracangalha • Miramar • Pedreira • Sacramenta • Telégrafo | Mapa de Belém e seus bairros |
| Total                     | 71            | 71 | Mapa de Belém e seus bairros |

## Economia

Atividades Econômicas em Belém - (2021)

Na época colonial, semelhantes a outros núcleos portugueses do litoral atlântico, a atividade econômica, na Amazônia, iniciou-se com a lavoura da cana-de-açúcar, que não progrediu devido às dificuldades naturais da mata e dos rios. Mesmo assim, alguns engenhos reais foram construídos, em Belém, no atual bairro da Cidade Velha (antes chamado de Cidade), ao norte do então Igarapé do Pyri (do Arsenal da Marinha ao Ver-o-Peso). A partir de 1823, devido a escassez de mão-de-obra, alguns engenhos foram levados a fabricar aguardente devido seu maior consumo e valor, a mudar para propriedades de menor porte, denominados molinetes. Instalados do outro lado do Igarapé do Piri, devido proibição de serem vizinhos dos engenhos reais do bairro, formando-se ao sul do igarapé, contornando a Baía do Guajará, formando o bairro da Campina (cuja divisa era a então Travessa São Mateus, atual Padre Eutíquio). Com o fechamento das lavouras da cana-de-açúcar, os portugueses, especialmente os religiosos, com a ajuda dos índios domesticados, iniciaram a coleta das "drogas do sertão” (plantas medicinais e aromáticas) que se estendeu até o século XIX, utilizando os rios como vias de acesso, em cujas margens surgiram os primeiros povoados e vilas da região, a partir das missões, quartéis e fortalezas. A partir do século XX, a economia belenense baseia-se primordialmente nas atividades do comércio e serviços, contando com os portos brasileiros mais próximos da Europa e dos Estados Unidos, embora na região metropolitana seja também bem desenvolvida a atividade industrial (no ramo alimentício, naval, pesqueiro, metalúrgico e, químico), que juntamente com o município de Barcarena, integra o segundo maior parque industrial da Amazônia. Também no distrito de Icoaraci, distante cerca de 20 km de Belém, a economia fortaleceu a cultura, abrigando o maior polo de produção artesanato em cerâmica marajoaras e tapajônicas país, resguardando outra característica da região. A Feira do Paracuri, localizado na orla do distrito em plena margem da baía do Guajará.

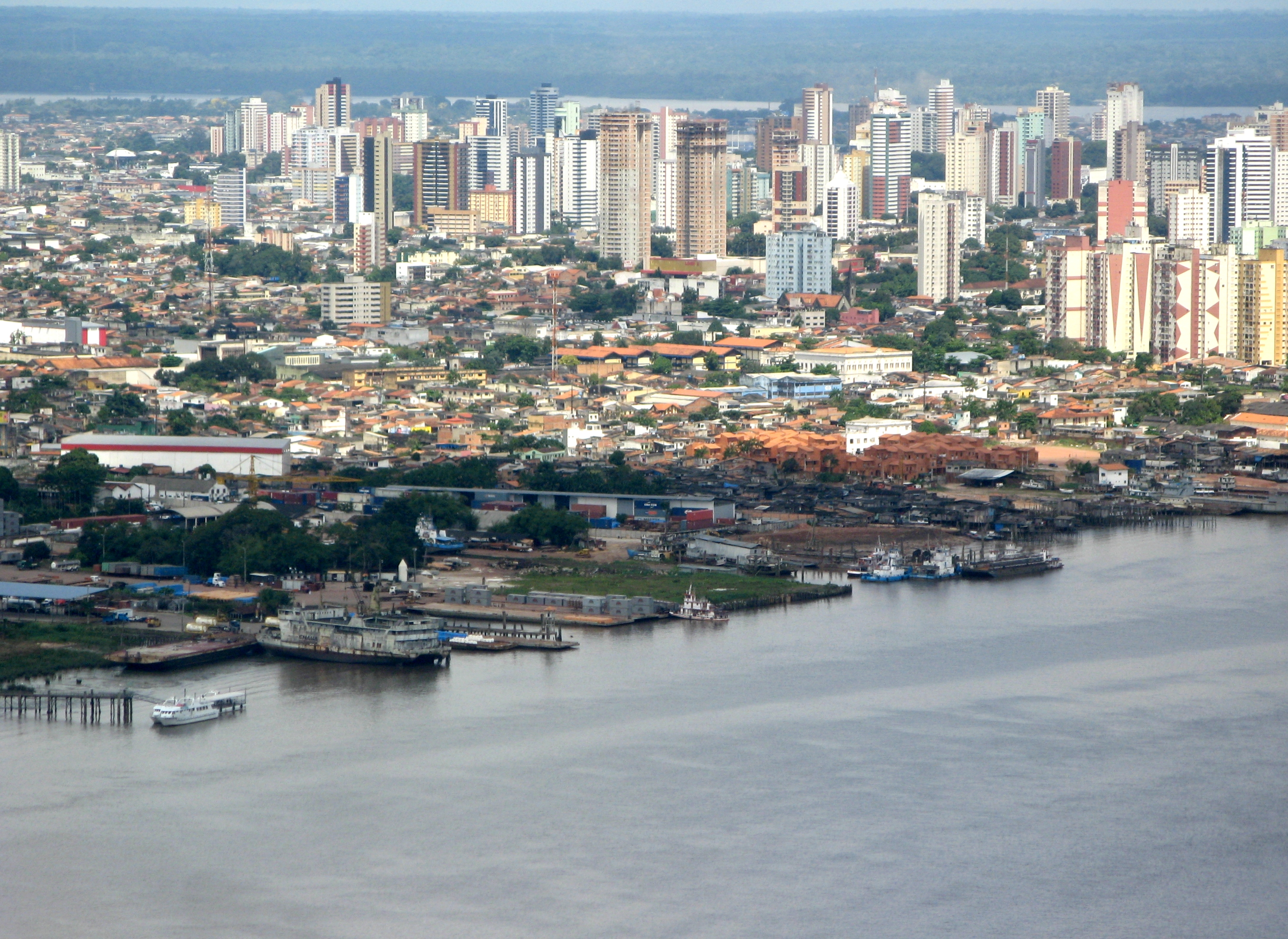
Panorama da cidade de Belém

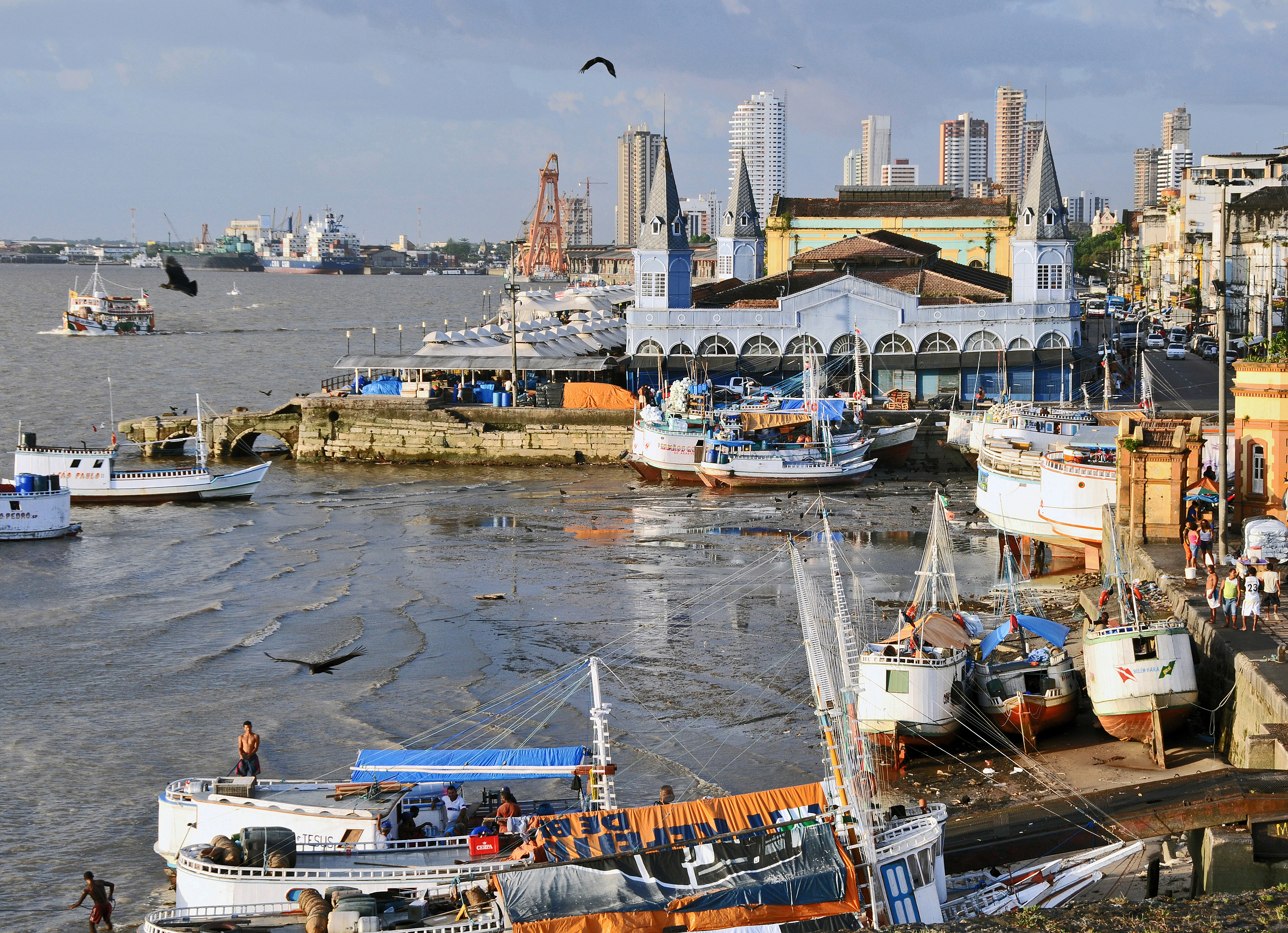
Porto com o Mercado Ver-o-Peso ao fundo

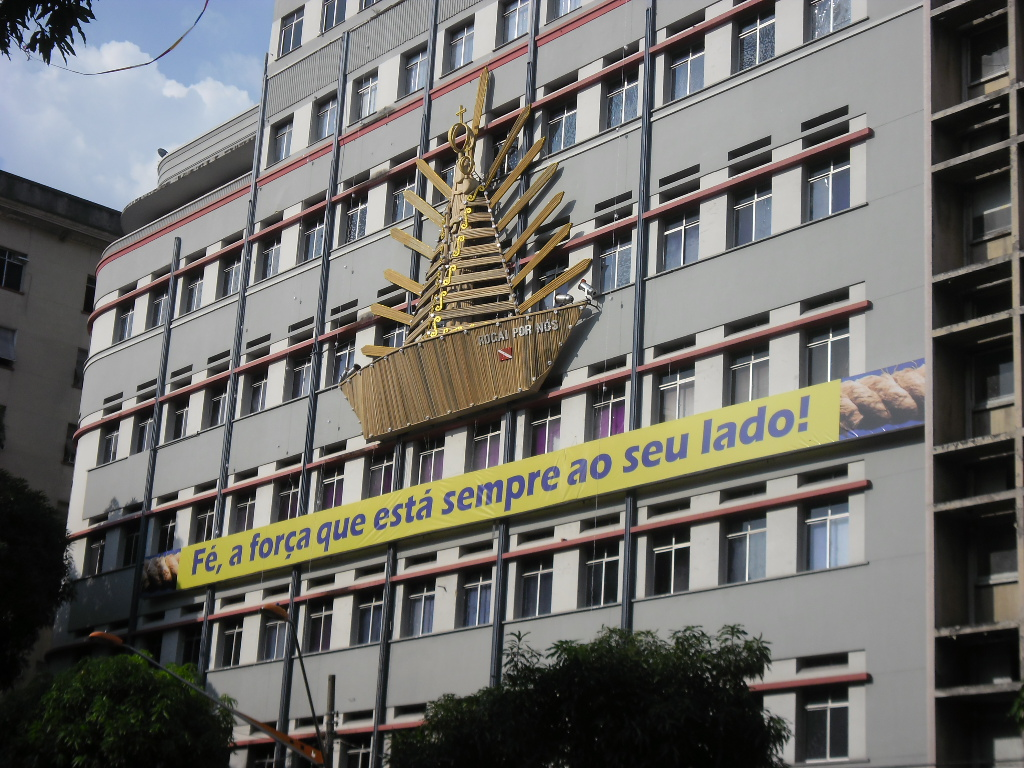
Sede do banco Banpará em Belém

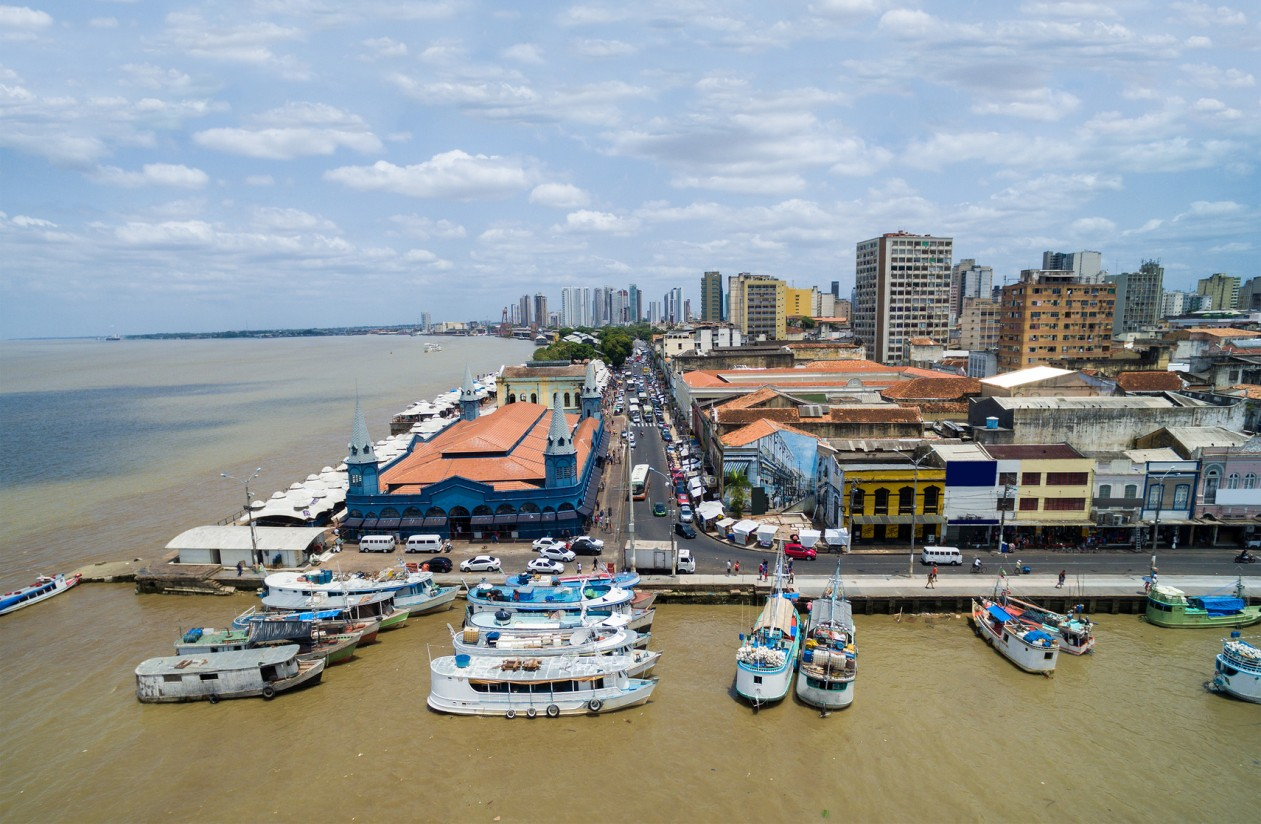
Vista do Porto de Belém

Atualmente, as produções da agricultura urbana centram-se no cultivo de produtos tradicionais (típicos/culturais), como espécies frutíferas, sendo eles: Açaí (45,2%), Macaxera (41,9%), Cupuaçu (35,5%) e Maxixe (25,8%), em alguns casos temperos e hortas, provenientes da agricultura das comunidades ribeirinhas que moram na área Insular de Belém (composta de quarenta e duas ilhas). Embora com destaque a estes produtos, outros também estão aparecendo no contexto do município: Carirú, Côco e Cheiro Verde. Diante desta perspectiva, a agroindústria parece ser uma possibilidade promissora, mas dividida em vários pequenas unidades de produção, devido a mão de obra local não ser abundante e as áreas terem limitações ambientais (Áreas de Proteção Ambiental - APA e Refúgio de Vida Silvestre - Revis). Baseado nesta possibilidade, em 2016 o Ideflor-bio (Instituto de Desenvolvimento Florestal e da Biodiversidade do Estado do Pará) iniciou o Projeto Agrovárzea, afim de incentivar a agricultura familiar e o turismo rural em comunidades de populações tradicionais nas Áreas de Proteção, nos Refúgios Silvestre e, na região insular da capital (como em Combú, Sítio Bom Jesus, Abacatal, Santo Amaro e, Ponta Negra).
O Agrovárzea cria Unidades de Referência Tecnológica (URT), com atividades referentes ao manejo adequado de sistemas agroflorestais, priorizando a diversificação da produção e focado nas espécies nativas, junto à conservação da biodiversidade e geração de renda através da venda direta, principalmente na ilha do Combu. Também, promove aos participantes outras atividades, como intercâmbios de métodos, vivências rurais, feiras em instituições e capacitações abordando temas como elaboração de roteiro turístico e hospitalidade. Em 2016, em paralelo ao projeto, a Prefeitura de Belém fez convênio de cooperação com a Agência de Inovação Tecnológica (Universitec) da Universidade Federal do Pará (UFPA), levando as ilhas do estuário de Belém, capacitação tecnológica para o incentivo da cadeia produtiva do açaí e do cacau, aproveitando os conhecimentos tradicionais na ilha do Combu, onde se produz chocolates e licores, nas várzeas orgânicas de cacau. Um desenvolvimento sustentável dos ribeirinhos que trabalham com produtos da biodiversidade local, que ganham espaços no mercado internacional.
Outra frente nas ilhas foram desenvolvidas para beneficiar toda a cadeia produtiva da agricultura familiar, em um ciclo que vai desde o processo de produção até a comercialização: desenvolvimento das agriculturas familiares, da produtos orgânicos e do frango verde, (sem antibióticos, fortalecedores, ou quimioterápicos); Financiamento para unidades habitacionais e melhorias das instalações, compatíveis com as atividades de produção; Projeto Polo Gastronômico da Amazônia, que dá concessão de incentivos fiscais para que empresários do ramo de alimentação comprarem produtos oriundos das ilhas; Indicação nos cardápios a localização do produtor para passeios no plantio, que inclui café da manhã e observação de plantas nativas como a andiroba, a pupunha, o cupuaçu e a gigantesca samaumeira; Produzir as merendas escolares da rede municipal de ensino com os produtos das ilhas.
Na ilha de Jussara, no furo do Maracujá, a extração do açaí é a principal atividade econômica da agricultura familiar com o projeto de Colheita Comunitária dos Açaizais. Com uma exploração racional (cultura do manejo): uso de forma programada seguindo os princípios agroecológicos; destinando à comercialização do palmito apenas as árvores que não frutificam com qualidade; redução de perdas com descarte adequado conservando espécies nativas que proporcionam a alimentação dos animais. Garantindo a renda familiar durante todo o ano e, um ganho de quase 80%. Antes da aplicação da cultura do manejo, na entressafra o preço da rasa do açaí (28 quilos) ultrapassava R$ 250 e, nos períodos de colheita, uma unidade de plantio pode render lucros de cerca de R$ 1 500 por semana. Mas o destaque é a ampla participação feminina no processo, iniciado em 1990 com o "Movimento de Mulheres das Ilhas de Belém" (MMIB) e com a nova ruralidade, que abrange as ilhas no entorno de Belém (principalmente Cotijuba, Nova, Jutuba, Paquetá, Tatuoca, Urubuoca). Segundo a Empresa de Assistência Técnica e Extensão Rural (Emater) as mulheres são as responsáveis por negociação do crédito rural junto às instituições assistenciais e agentes financeiros, como o Programa Nacional de Fortalecimento da Agricultura Familiar (Pronaf). Complementando a renda, o Movimento de Mulheres realiza: produção e venda de priprioca (erva aromática e medicinal com perfume amadeirado) para a empresa Natura; confecção de biojoias com conchinha, palha da costa, folha de ajirú e semente de açaí, e; Turismo de Base Comunitária (TBC). A biojoia é fruto do projeto profissionalizante “Escola Ribeirinha de Cotijuba”, em parceria do Instituto Peabiru com a loja Renner e a designer Tita Maria.
O funcionamento da Feira do Açaí (localizado atrás do Forte do Castelo) é sempre nas madrugadas, com desembarque de toneladas de açaí em grandes cestas de palha retiradas das dezenas de embarcações que ali ancoram. De onde segue para ser processado nos bairros da capital e, próximo ao amanhecer parte em viagem para o restante do Brasil. Nos bairros o fruto passará por uma despolpadeira até se transformar em um caldo grosso chamado "vinho do açaí”. O estado do Pará produz cerca de 820 mil toneladas de açaí ao ano, corresponde a 85% da produção nacional, tornando-se o maior produtor do país

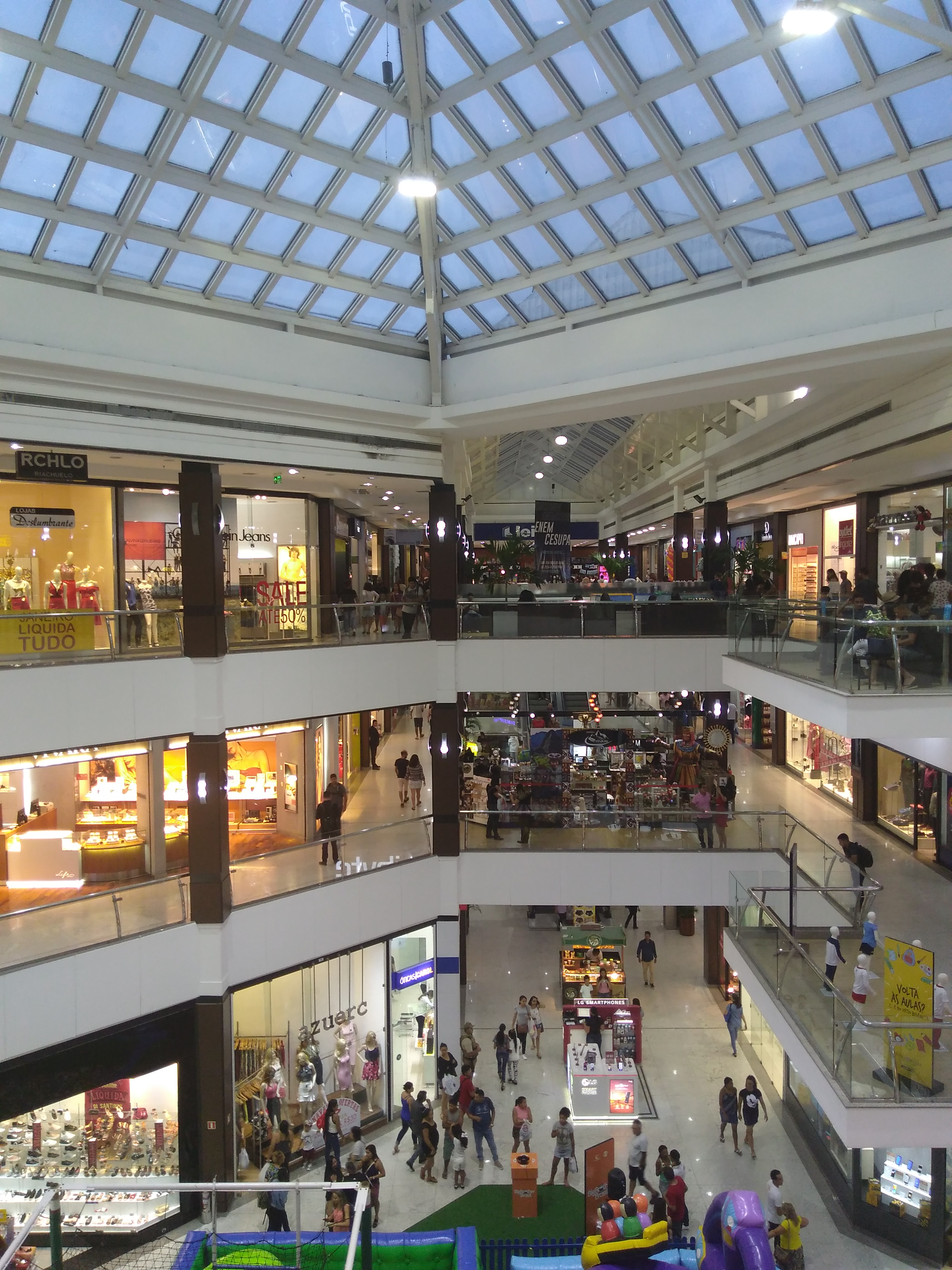
Interior do Shopping Pátio Belém

Os maiores centros comerciais da cidade por área bruta locável (ABL) são: Shopping Bosque Grão Pará (44.682 m² de ABL), Castanheira Shopping Center (42,5 mil m²), Boulevard Shopping (40 000 m²), o Shopping Pátio-Belém (37 179 m²) e, Parque Shopping Belém (31 275 mil m²). Entre os principais mercados municipais, está o pioneiro mercado do Ver-o-Peso (1688, tradicionalmente chamado de Verópa), visitado por 50 mil pessoas que movimentam 1 milhão de reais diariamente, aclamado como o símbolo da cidade e como uma das 7 maravilhas brasileiras via voto popular. Este abastece a cidade com produtos alimentícios do interior fornecidos por via fluvial, que inicialmente em 1625 era um entreposto fiscal, que arrecadava impostos das mercadorias que saiam ou chegavam à Amazônia (produtos europeus).
Este mercado faz parte do Complexo do Ver-o-Peso com 25 mil m², que é composto pela Feira do Açaí, as praças do Relógio (relógio inglês), do Pescador e, dos Velames, o Solar da Beira e, os mercados de Peixe (mercado de Ferro) e o de Carne (mercado Bolonha). Outro ponto comercial e histórico importante é o Mercado de São Brás, onde comercializam artesanato, produtos agrícolas, domésticos e vestuário. Localizado na Praça Floriano Peixoto, próximo à antiga estação da Ferrovia Belém Bragança, construído em 1911 em estilo arquitetônico art nouveau e neoclássico, em função da grande movimentação comercial gerada pela ferrovia e política do intendente Antônio Lemos de descentralização do abastecimento da cidade expandindo aos bairros.
Em 2002, um antigo presídio da capital (1749), após reformado, deu lugar ao Espaço São José Liberto (atual Museu de Gemas do Pará, Polo Joalheiro e Casa do Artesão), referência para o mercado joalheiro nortista por conta das joias em ouro e gemas produzidas por designers paraenses, além da exposição das cerâmicas: marajoara, tapajônica e muiraquitã que chegam a ter até 500 milhões de anos de história geológica. Em 2007, devido o crescimento populacional da região metropolitana e carência de um centro público de convenções e exposições de grande porte, foi construído o Hangar - Centro de Convenções e Feiras da Amazônia, com área de 24 mil m², aproveitando a estrutura de um antigo hangar de aeronaves (grandes vãos livres e pé direito monumental).

### Turismo

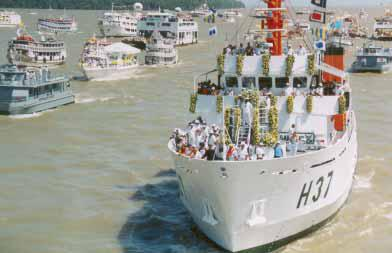
NHo Garnier Sampaio (H-37) liderando a romaria fluvial do Círio de Nossa Senhora de Nazaré, em 2005

Por ser um dos municípios mais antigos da Amazônia e devido suas boas condições infraestruturais, como o Aeroporto Internacional, Estádio Olímpico com arena poliesportiva e centros de convenções (Hangar e Centur), Belém é palco de grandes eventos. Estando entre as 10 cidades brasileiras mais citadas para a realização deste tipo de negócios, de acordo com o Serviço Brasileiro de Apoio às Micro e Pequenas Empresas - SEBRAE/FBC&VB (2002), possuindo, além da gastronomia, diversas atrações de lazer e turismo na Região Metropolitana.
A capital paraense desponta como sendo a segunda cidade mais visitada da Amazônia no ramo turístico, rica em construções históricas e importantes fortificações, aliado a natureza. Proporciona diversas opções fixas de cultura e lazer, tanto em eventos culturais como religiosos de grandes dimensões, como: o Círio de Nazaré, a bicentenária e maior procissão cristã do país, reunindo mais de 2 milhões de pessoas, ocorrendo o aquecimento da economia local e na produção industrial; a anual Feira Pan-amazônica do Livro (quarta maior brasileira do gênero); o maior evento empresarial anual do norte, a Feira Supernorte (com 45 mil participantes); FITA - Feira Internacional de Turismo da Amazônia (com 18 mil participantes); a cidade começa a explorar o mercado da moda com os eventos anuais Belém Fashion Days e a Amazônia Fashion Week (maior evento de moda da região Norte).
Além dos pontos turísticos mais conhecidos, existem tranquilas opções de lazer nas 18 ilhas que cercam a capital, lar de ribeirinhos e de uma natureza preservada, onde pequenas canoas carregam frutos e peixes para a cidade. Ao atravessar o rio Guamá em cerca de 20 minutos, a transição entre cidade e natureza é evidente, com os sons da floresta acompanhados por uma temperatura amena. Frequentadas no fim de semana, no horário do almoço até o entardecer, onde banham-se ao rio e degustam pratos típicos em cerca de 12 restaurantes, destacando-se as ilhas do Combu e a dos Papagaios, onde ocorre uma revoada de aves ao amanhecer (espécie Amazona amazonica). Para os que dispõem de mais tempo, existe as ilhas de Mosqueiro (com 17 km de praias de água doce com movimento de maré - “o rio com ondas”) e Outeiro, mais distantes.

## Infraestrutura

### Requalificação urbana

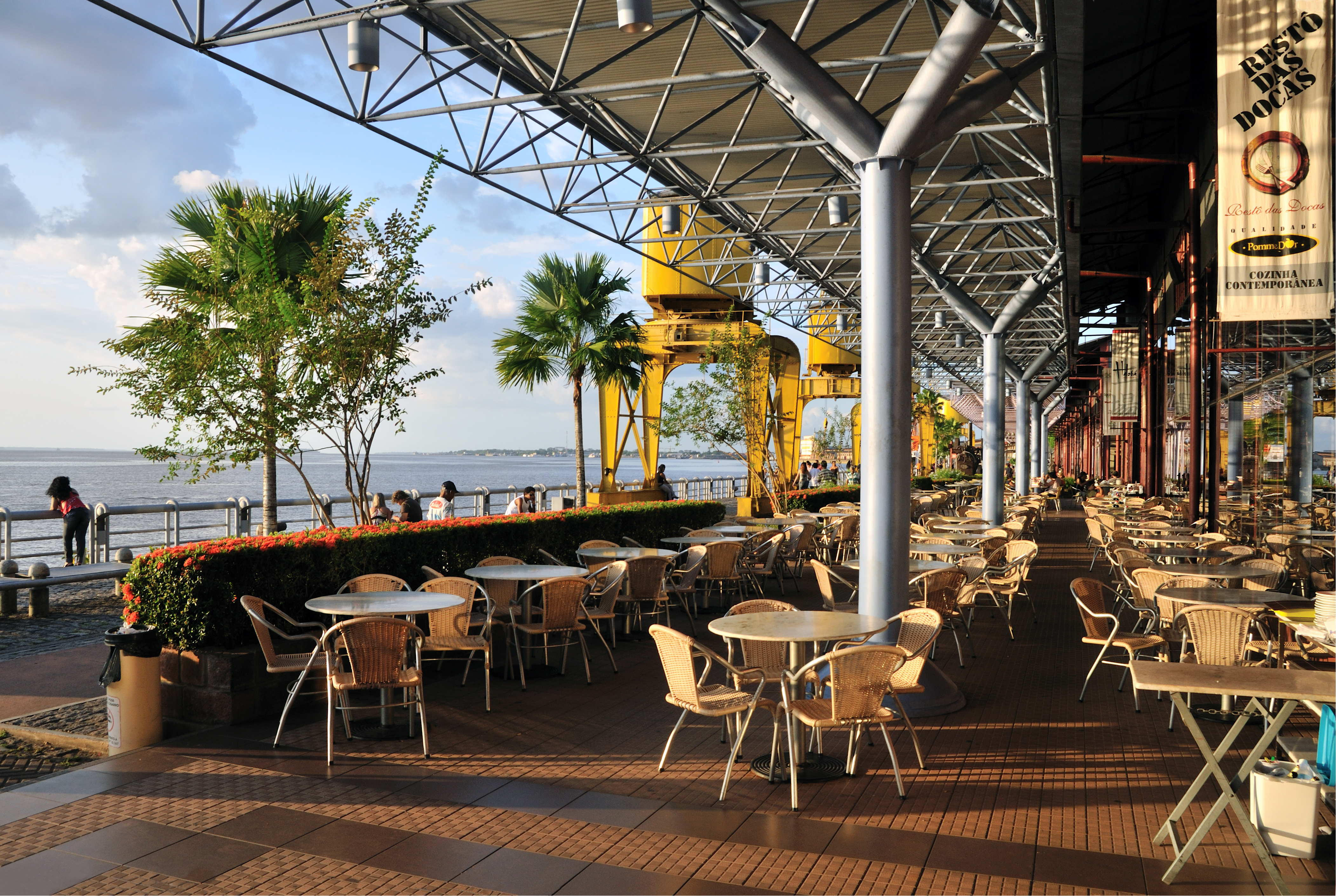
Área revitalizada da Estação das Docas

A partir de 1995, iniciou o Movimento Orla Livre, que debate sobre a ocupação irregular das margens do rio Guamá e da Baia do Guajará, com 30 km de extensão, foi sendo apropriada por inúmeros portos, estancias e, palafitas desde o ciclo da borracha. Lutando para o usufruto por parte da população com projetos urbanísticos de espaços de lazer e cultura, turismo, da valorização do patrimônio histórico e habitação com sustentabilidade, requalificando o ambiente urbano e modernização portuária (Plano de Gestão Integrada da Orla de Belém, Plano Diretor Urbano, Zonas Especiais de Interesse Social - ZEIS. Áreas de Preservação Permanente - APP).
Neste sentido foram construídos, inicialmente: o complexo Ver-o-Rio – na antiga desembocadura do Igarapé das Almas - que alia contemplação da natureza com contribuição econômica e amostra da cultura gastronômica. a Praça Princesa Isabel e; a Vila da Barca, em um processo de valorização e apropriação de áreas na orla da cidade, seguindo a determinação do Estatuto da Cidade (lei 10 257/2001) A atuação do Orla Livre intensificou-se durante os anos de 2012 a 2014, combatendo a implantação de vários projetos imobiliários residenciais às margens do rio Guamá e da Baía do Guajará, que são Áreas de Preservação Permanente (APP).
No ano de 2000, outras iniciativas ganharam destaques, como: a Estação das Docas; armazéns de ferro do antigo porto construídos em 1902 administrado pela Companhia Docas do Pará (CDP), foram transformados em espaço de turismo, cultura e gastronomia, (adicionando mais 540 metros de orla livre para a cidade), seguindo a tendência urbanística das cidades de Nova Iorque e Buenos Aires; o Parque Zoobotânico Mangal das Garças, resultado de uma intervenção, concluída em janeiro de 2005 próximo ao centro histórico, em uma antiga área alagadiça com extenso aningal de 40 mil m² às margens do Rio Guamá, onde atualmente são registradas mais de 300 mil visitas ao ano, no espaço com restaurante, viveiro de aningas e borboletas, macrorregiões florísticas do Pará; Portal da Amazônia. cuja execução iniciou-se em dezembro de 2006, com intervenção territorial de 6 km de extensão ao longo do rio Guamá.

### Transportes

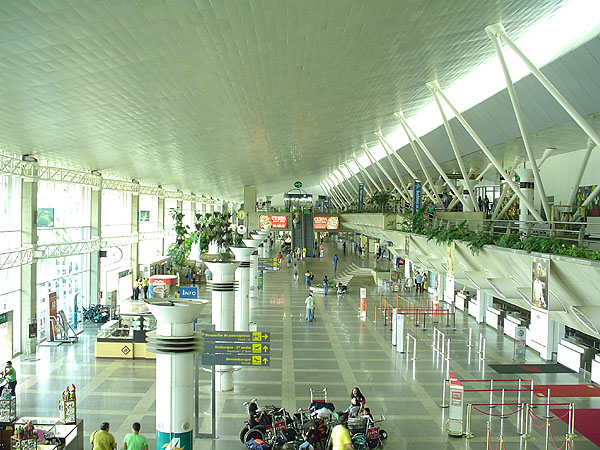
Aeroporto Internacional de Belém

Conforme o Plano Diretor Urbano de Belém (Lei 8 655), uma subdivisão do bairro Universitário foi classificada como Zona Especial de Interesse Social (ZEIS). Esta área, estabelecida a partir da década de 1960 com a expansão urbana em direção à periferia, foi preparada para receber ações de urbanização e regularização fundiária. A partir de 2013, a região passou a receber intervenções do Programa Proinveste, com melhorias no ordenamento espacial e na mobilidade urbana. Entre as ações implementadas, destacam-se o prolongamento e a duplicação de avenidas Independência, João Paulo II e Perimetral da Ciência, que ligam o centro da cidade aos municípios do interior.
Em 2018, Belém possuía uma frota de 451 776 veículos no total, sendo 231 131 automóveis, 120 936 motocicletas, 18 800 motonetas, 29 167 camionetes, 18 342 camionetas, 8 859 caminhões, 3 814 ônibus, 2 097 micro-ônibus e 1 101 caminhões-trator, além de 10 440 outros tipos de veículos.
O Aeroporto Internacional de Val-de-Cans em Belém, fica a 12 km do centro da cidade, com a capacidade de atender 2,7 milhões de passageiros ao ano, obtendo em 2007 um movimento operacional de 2 119 552 passageiros, sendo responsável pelo incremento do turismo, escoamento da produção e captação de investimentos. Com arquitetura futurista projetado para aproveitar a iluminação natural e, o seu interior é ornamentado com plantas da região regionais em uma fonte que imita o barulho da chuva abundante na região. Possui estacionamento para aeronaves com 11 posições e 700 vagas para veículos.

### Saúde

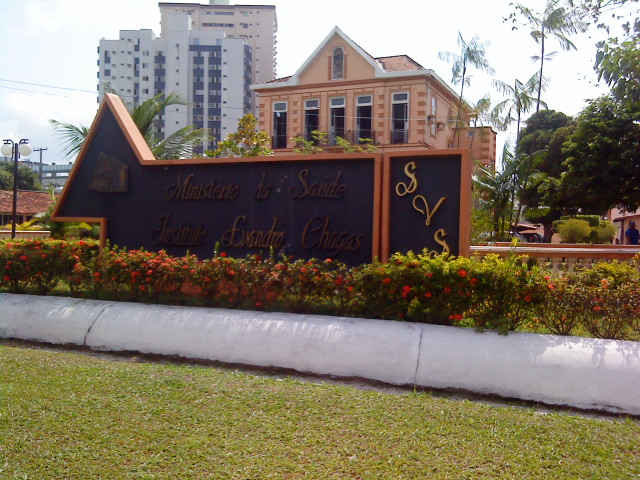
Sede do Instituto Evandro Chagas

A Secretaria Municipal de Saúde de Belém (SESMA) é a gestora do Sistema Único de Saúde (SUS) em âmbito municipal, tendo as funções de elaborar, executar, monitorar e avaliar as políticas públicas de saúde, com cobertura nos oito distritos administrativos articuladas com o governo estadual e federal. O Plano Municipal de Saúde (PMS) e ao Plano Plurianual de Governo (PPA), é o instrumento norteador das ações e serviços locais de saúde, denominado Programações Anuais de Saúde (PAS).
Desde 2020, a rede básica de saúde do SUS Municipal conta com dois hospitais Pronto Socorro, um Hospital de retaguarda, um hospital Geral no distrito de Mosqueiro, atendimento domiciliar com equipes de EMAD e EMAP, cinco UPAs, 107 ESF, onze NASF, 54 USF e 29 UBS (sendo nove com serviço de urgência). A rede de atendimento de doenças crônicas é composta pelos hospitais: Ophir Loiola, Universitário João de Barros Barreto, Santa Casa de Misericórdia do Pará, Gaspar Viana, Dom Luiz; Casa do Idoso.
Em 2017, o município possuía uma taxa média de mortalidade infantil, entre menores de cinco anos de idade, de 13,55 óbitos para cada mil nascimentos, sendo registrados 19 409 nascidos vivos.

### Educação e ciência

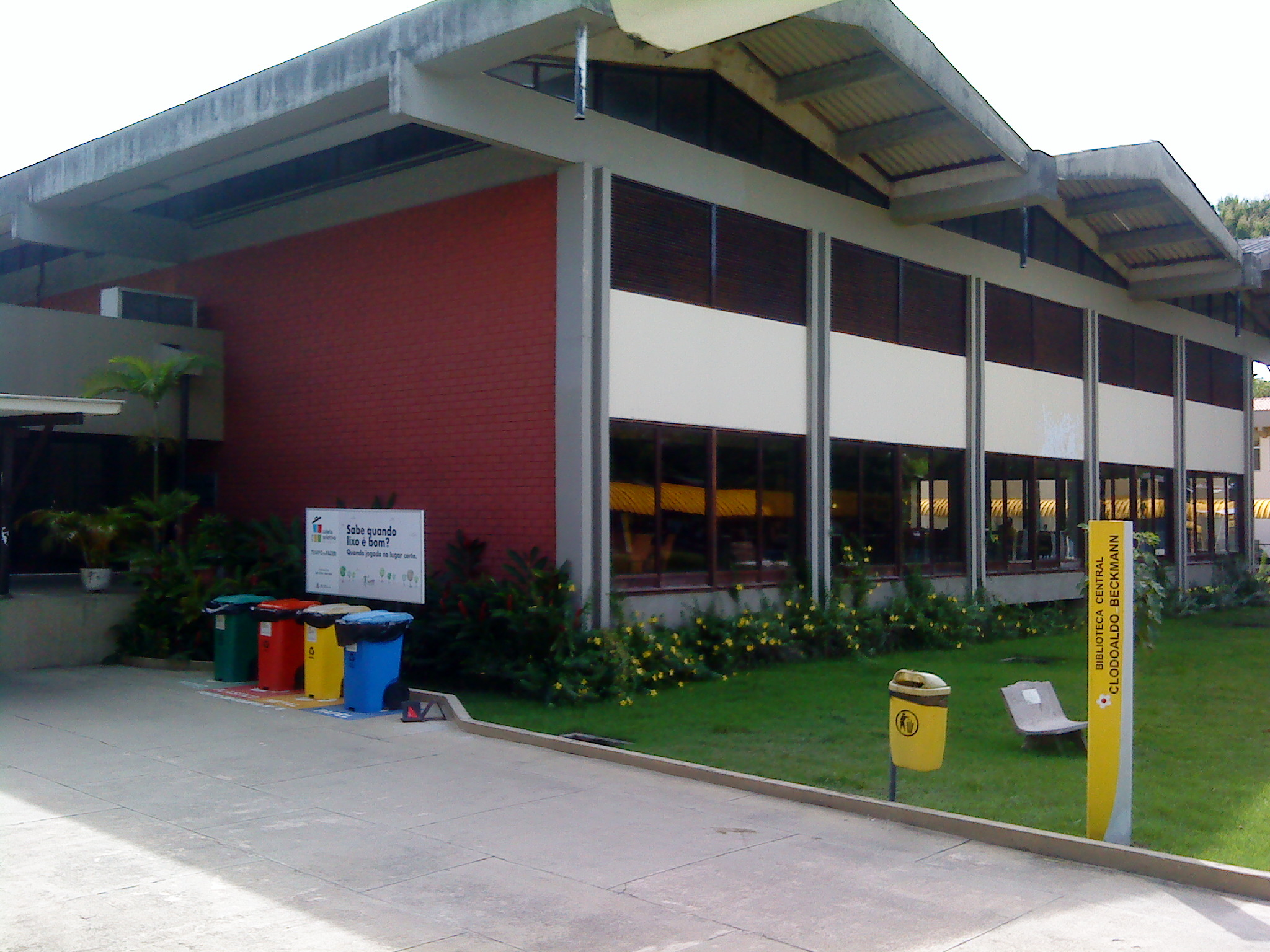
Biblioteca Central Clodoaldo Beckmann, da Universidade Federal do Pará (UFPA)

Um estudo publicado pela revista Exame/Macroplan aponta Belém como a quarta pior capital do Brasil quando se trata de educação. O estudo baseia-se nos dados do Índice de Desenvolvimento da Educação Básica (Ideb) e no Programa Internacional de Avaliação de Alunos (Pisa), que mede a habilidade dos alunos em matemática, ciências e leitura. Entre as capitais estaduais, Belém ocupa a 23ª posição, com índice em educação de 0,369, ficando à frente apenas de Macapá, Porto Velho e Maceió.
Em relação ao ensino superior, a Universidade Federal do Pará (UFPA) foi eleita a melhor universidade do estado e da região Norte em 2013, segundo o Índice Geral de Cursos. Há seis universidades públicas ou institutos sediados em Belém, a saber: Centro de Instrução Almirante Braz de Aguiar (CIABA), Instituto Federal do Pará (IFPA), Universidade do Estado do Pará (UEPA), Universidade Federal do Pará (UFPA) e Universidade Federal Rural da Amazônia (UFRA).

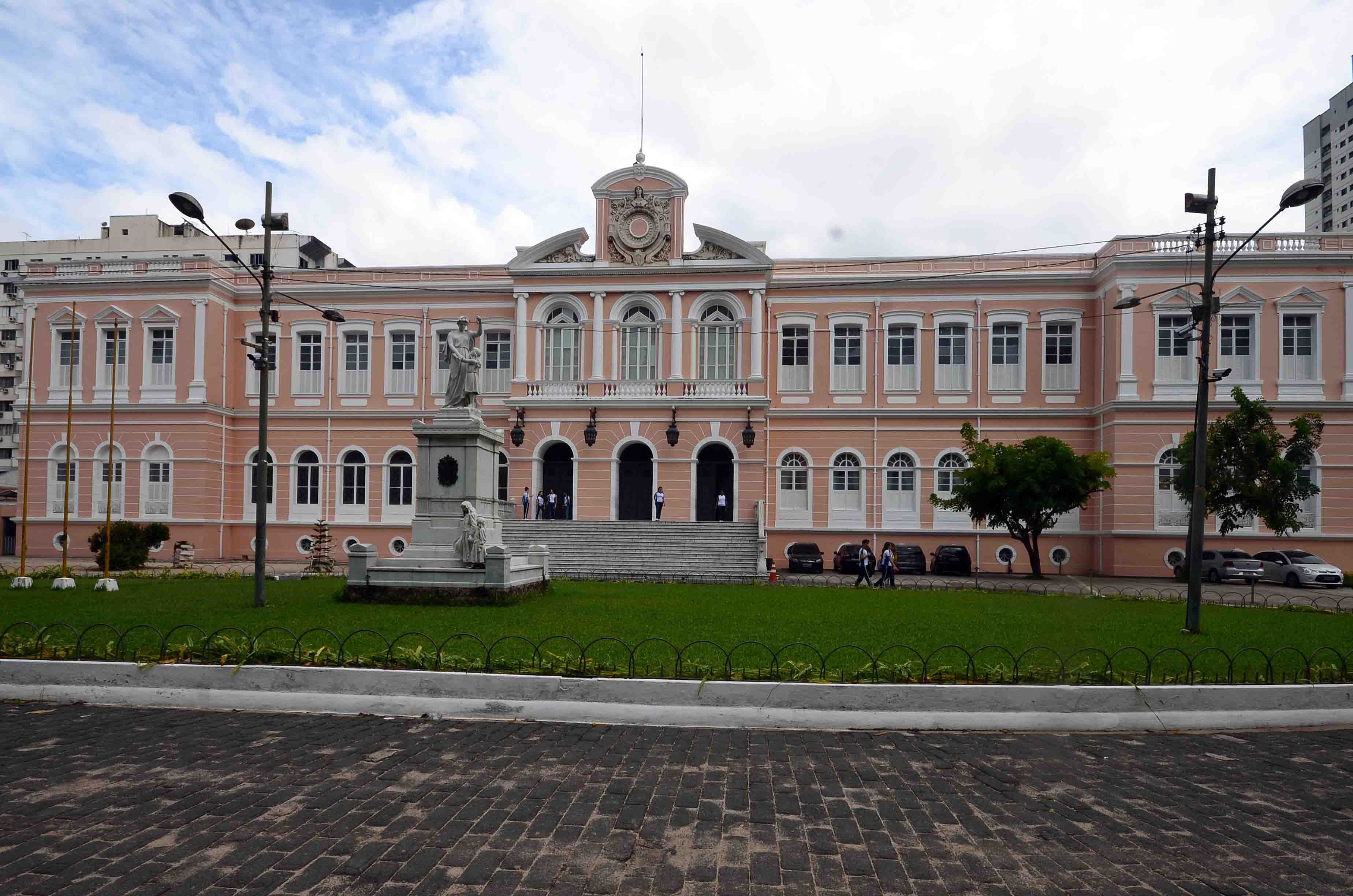
Sede do Colégio Gentil Bittencourt

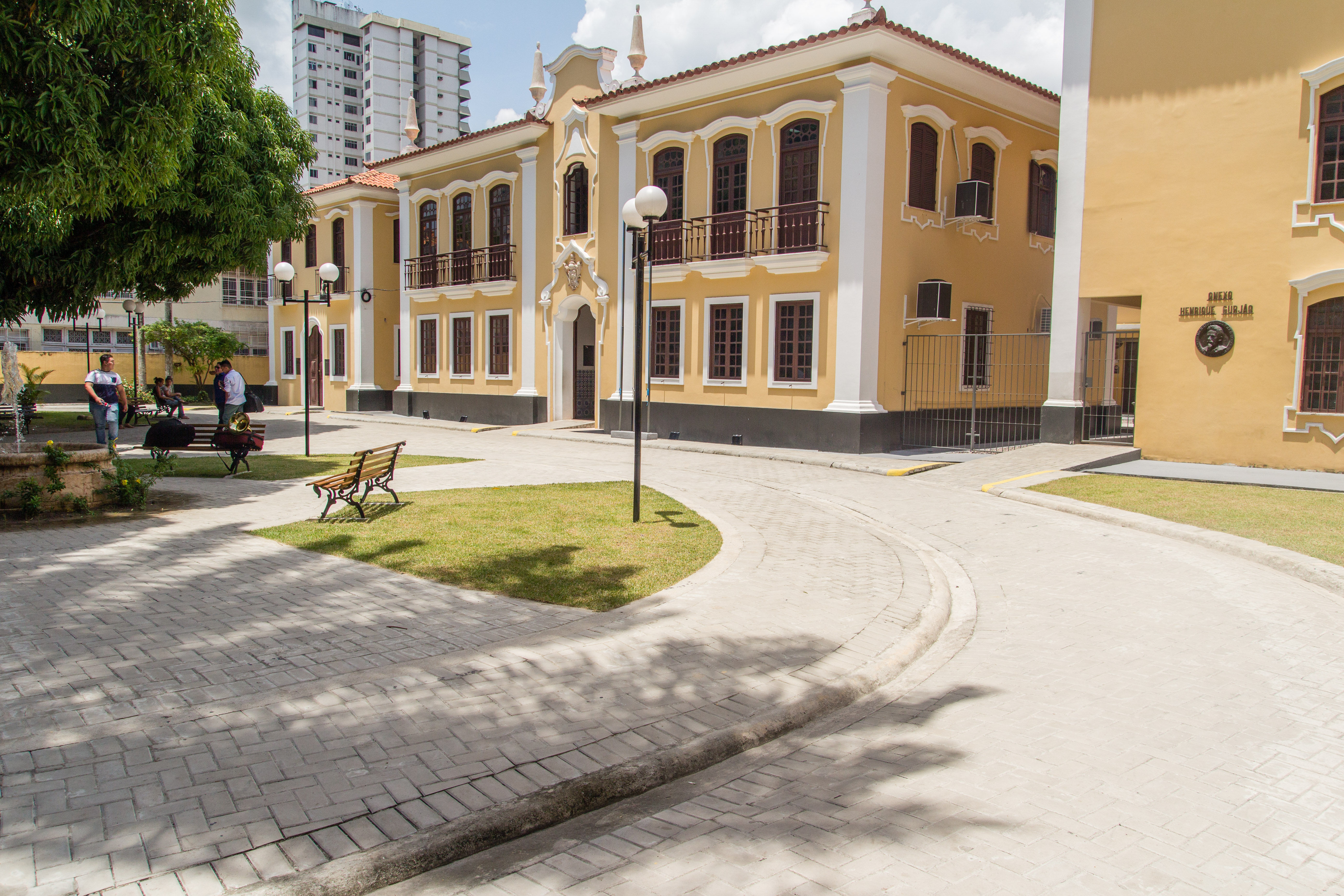
Instituto Estadual Carlos Gomes

Belém possui algumas bibliotecas públicas, a saber: Biblioteca Central da Universidade Federal do Pará, Biblioteca Clara Galvão, Biblioteca Irmãos Guimarães, Biblioteca do Instituto do Patrimônio Histórico e Artístico Nacional (IPHAN), Biblioteca Municipal Avertano Rocha e Biblioteca Pública Arthur Vianna.
Conforme o Plano Diretor Urbano de Belém (Lei 8 655), os espaços institucionais se destacam no cenário do município, com maior concentração na parte sul, mas especificamente no bairro Universitário (distrito DAENT), classificada como Zona Especial de Interesse Ambiental (ZEIA), vetado para fins habitacionais, destinadas as instituições de ensino e pesquisa que se estabeleceram partir da década de 1960 com a expansão urbana em direção à periferia, a saber: Companhia de Pesquisa dos Recursos Minerais (CPRM); Empresa Brasileira de Pesquisa Agropecuária (Embrapa Amazônia Oriental); Empresa de Tecnologia da Informação e Comunicação do Estado do Pará (Prodepa); Universidade Federal Rural da Amazônia (UFRA); Universidade Federal do Pará (UFPA); Companhia de Saneamento do Pará (Cosanpa); Centrais Elétricas do Norte do Brasil (Eletronorte); Parque de Ciência e Tecnologia do Guamá (PCT-Guamá); Fundação de Amparo e Desenvolvimento da Pesquisa (FADESP); Campus de Pesquisa do Museu Paraense Emílio Goeldi.
REDECOMEP, uma iniciativa do Ministério da Ciência e Tecnologia (MCT) e Rede Nacional de Ensino e Pesquisa (RNP), com objetivo de implementar nas regiões metropolitanas brasileiras uma rede de fibra óptica unindo instituições de pesquisa e de educação superior. Desde 2007, na região Metropolitana de Belém temos a ramificação Rede Metropolitana de Educação e Pesquisa Metrobel com uma extensão de 52 quilômetros.

### Comunicação

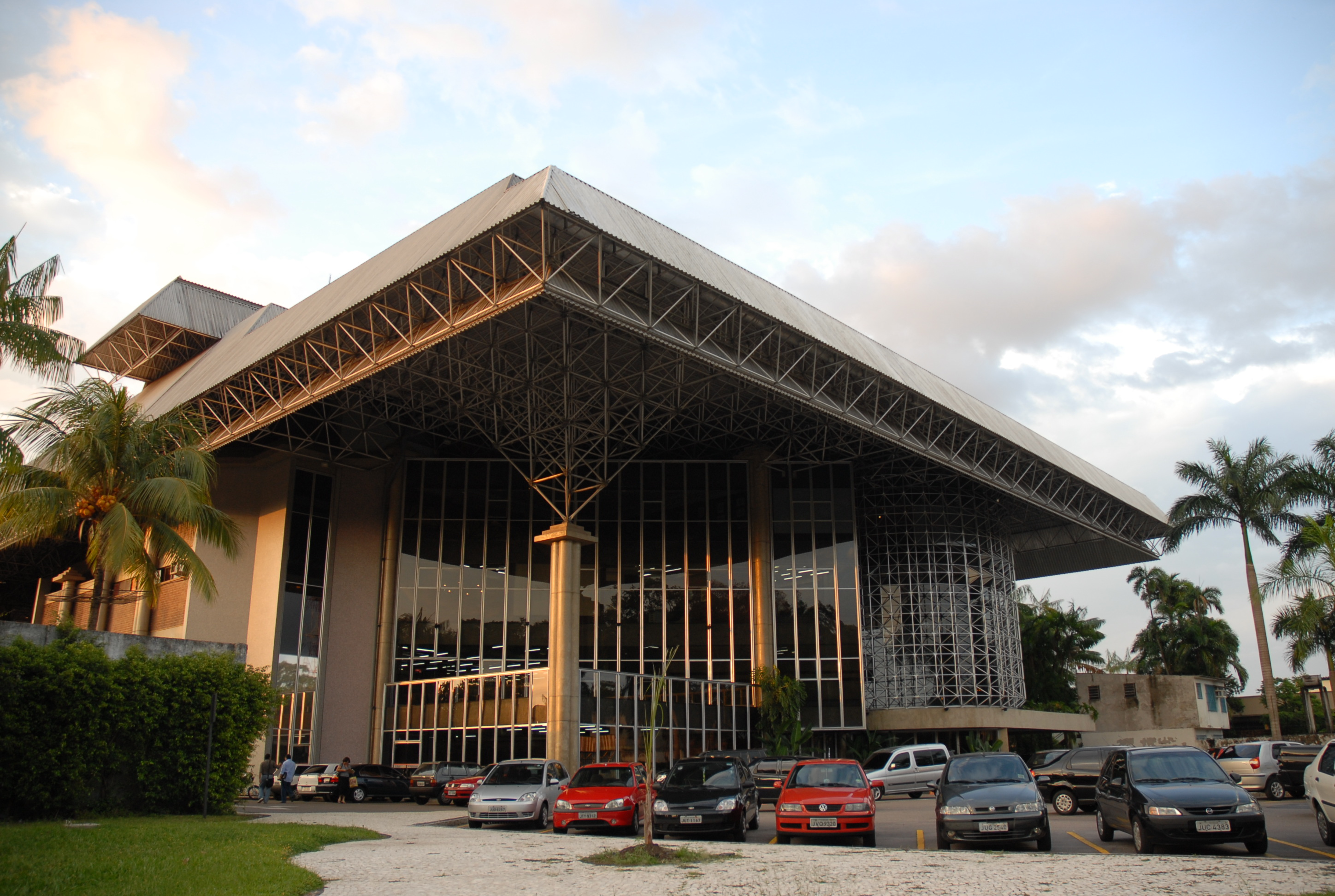
Atual sede do jornal O Liberal, localizado no bairro do Marco

Na área de telefonia, a cidade é reconhecida no serviço de Discagem Direta a Distância (DDD) pelo código de área 91. O setor de comunicação em Belém e no Pará tem como principais atuantes dois conjuntos de empresas familiares (duopólio), a saber: A família Maiorana, proprietária do conglomerado de mídia Grupo Liberal, composta pela emissora televisiva TV Liberal (retransmissora da TV Globo), rádios Liberal AM e FM, os jornais impressos O Liberal e Amazônia, e a empresa de eventos Bis Entretenimento; A família Barbalho, proprietária do conglomerado de mídia Grupo Rede Brasil Amazônia, composta pela emissora televisiva RBA TV (retransmissora da Rede Bandeirantes), das rádios Clube, 99FM e Diário FM e do jornal impresso Diário do Pará. Também há outros jornais em menor circulação na cidade, entre eles A Província do Pará, de publicação quinzenal, pertencente ao Grupo Marajoara (de propriedade do radialista e empresário Carlos Santos), e o independente Jornal Pessoal, do jornalista Lúcio Flávio Pinto.
Outros veículos de comunicação em Belém são rádios, jornais impressos de menor circulação e emissoras televisivas, que em sua maioria atuam apenas como retransmissoras, sem a inserção de programação local, onde os canais abertos disponíveis são: TV Cultura do Pará (TV Cultura), Boas Novas Belém (Boas Novas), SBT Pará (SBT), RecordTV Belém (RecordTV), TV Grão Pará (TV Gazeta), TV Metropolitana (Rede Brasil), Rede Vida, Record News, TV Ideal, TV Aparecida, TV Nazaré, TV Canção Nova, RIT, Rede Mundial, RedeTV! Belém (RedeTV!) e TV Novo Tempo. As transmissões digitais na região iniciaram em julho de 2009, com a emissora RBA TV (no padrão ISDB-TB, qualidade HDTV e one-seg).

## Cultura

### Música e dança

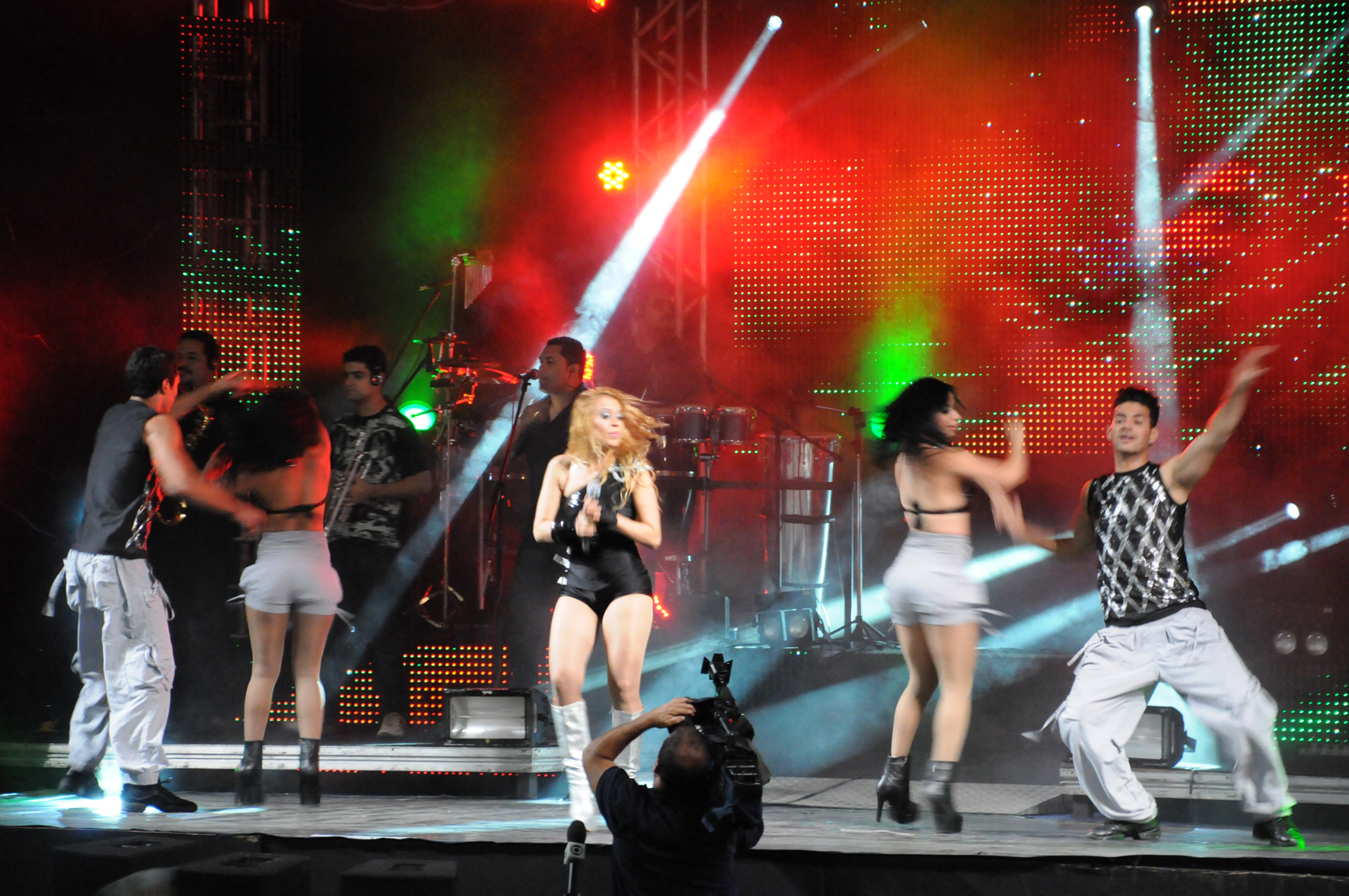
Banda Calypso durante o "Show da Emancipação", em 2009

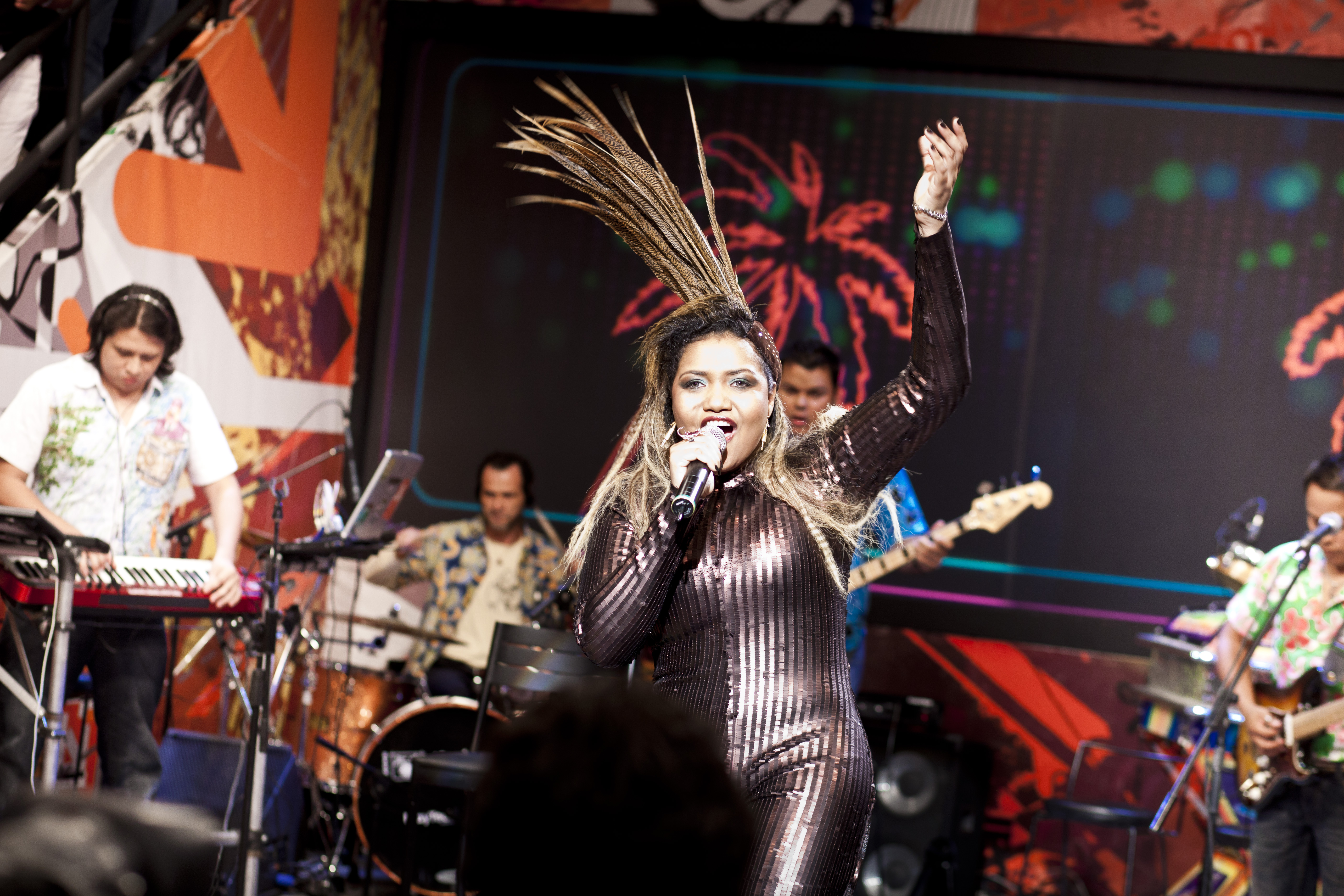
Gaby Amarantos foi a pioneira do gênero ainda como líder da Banda Tecno Show, em 2002

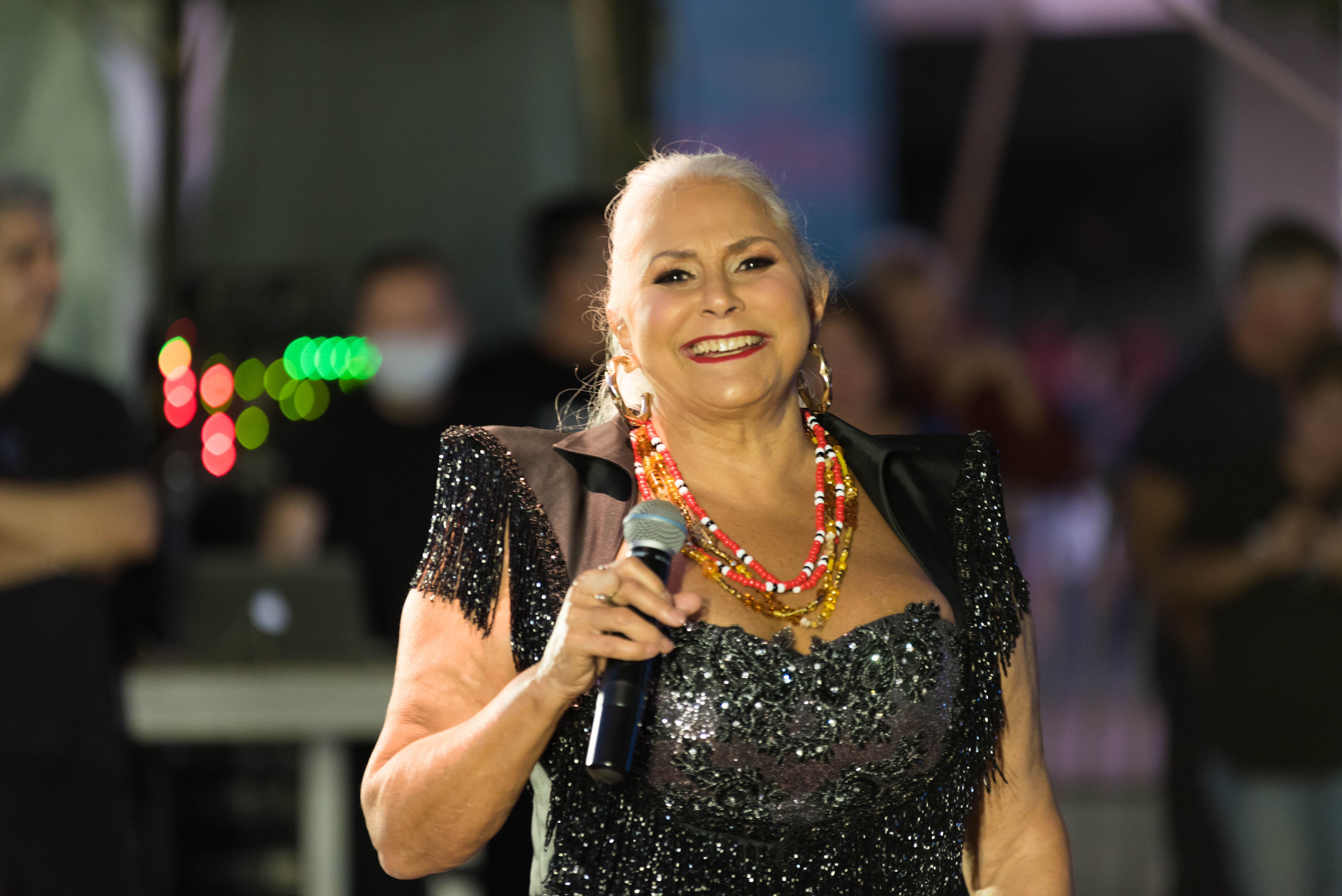
Fafá de Belém em 2022

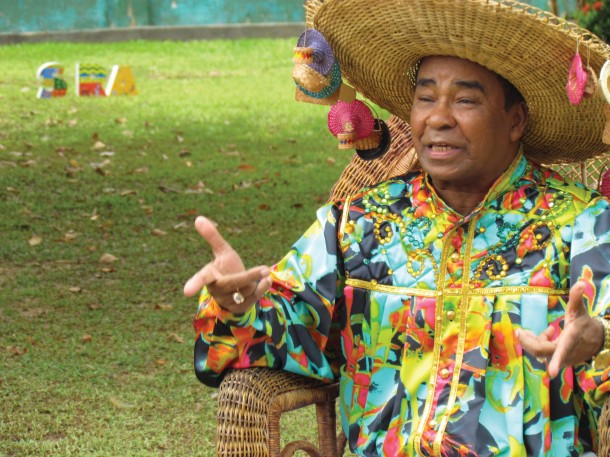
Pinduca, músico de carimbó

Devido à sua posição geográfica estratégica,  Belém foi rota de muitas companhias de navegação internacionais durante o Ciclo da Borracha. Na década de 1950, ocorreu a "rede de difusão cultural transatlântica", que levou ao aparecimento das aparelhagens sonoras, das festas de gafieiras e dos cabarés. Esse fatos contribuíram para a chegada da música afro-latino-caribenha (boleros e merengues) e para o início do circuito bregueiro na cidade. Os ritmos mais populares são o calypso, brega paraense, tecnobrega, carimbó e a guitarrada. O movimento se fortaleceu na década de 1970, quando as rádios populares de Belém começaram a captar sinais de países como Suriname, Guianas e Bolívia, difundindo a cúmbia, merengue, salsa e zouk, e unificando tudo no gênero musical da lambada e brega.
Até o final da década de 1950, o carimbó era visto apenas como uma manifestação folclórica, sendo que, neste mesmo período, a maioria dos compositores estava nas cidades do interior paraense. Após um período de proibição governamental no município de Belém (Lei No 1 028) devido à sua origem indígena e negra, o carimbó ressurgiu como um autêntico ritmo musical "amazônida parauara" (também chamado de "samba de roda do Marajó" e "baião típico de Marajó"). Ele se tornou uma das principais fontes rítmicas (matriz) de gêneros contemporâneos como o tecnobrega.
O processo de popularização do carimbó ocorreu a partir do interesse de setores estudantis e da classe média politizada, envolvidos nos debates de experimentação estética e artística das décadas de 1960, período da moderna música popular brasileira, inaugurado com o aparecimento da Bossa Nova e os movimentos antigolpe de 1964. Em Belém, foram realizados vários eventos musicais até a década de 1970, como o Festival de Música Popular Paraense (1967), o festival da Casa de Juventude Católica (CAJU) e, entre 1968 e 1969, uma série de festivais universitários. Estes eventos estimularam a formação de grupos folclóricos e bandas de baile, além de ampliar a presença do carimbó também nas rádios.
O carimbó sofreu influências e evoluiu do tradicional para um ritmo moderno, com a adição de instrumentos elétricos, como a guitarra. Dessa forma, ele entrou no circuito cultural mais amplo da indústria regional, impulsionado pela popularização das gravações em long play, pelas apresentações na televisão e pela difisão nas rádios. Esse processo levou alguns artistas a obterem reconhecimento no cenário nacional e internacional. A exemplo dos músicos compositores: Lucindo, Entre os músicos e compositores que se destacaram estão Lucindo, Pinduca, Arraial do Pavulagem, Cupijó e Verequete.
Na década de 1990, a lambada deu lugar a outros ritmos mais vendáveis nacionalmente, surgindo o brega-pop, termo criado pelos radialistas Jorge Reis, Rosenildo Franco e Marquinho Pinheiro para diferenciar o brega paraense. Compositores como Tonny Brasil, Kim Marques, Adilson Ribeiro, Alberto Moreno, Edílson Moreno, Wanderley Andrade e Nelsinho Rodrigues tornaram-se figuras conhecidas nas rádios. Nessa época, produtores das periferias na cidade passaram a gravar brega e lambada com batidas e melodias eletrônicas em CDs caseiros, que foram amplamente distribuídos por camelôs. Esse movimento impulsionou o sucesso do tecnobrega, brega pop e calypso no Norte e Nordeste do Brasil.
Em 2014, o carimbó foi reconhecido como Patrimônio Cultural Imaterial Brasileiro, por unanimidade no IPHAN. Nas últimas décadas, esta expressão espalhou-se também pela Região Nordeste do Brasil. Desde 2004, o dia 26 de agosto é celebrado anualmente como o Dia Municipal do Carimbó.

### Atrações e eventos
O início do carnaval paraense data de 1695 a 1844, marcado pela celebração do entrudo trazido pelos colonizadores portugueses. Seguido pelo pós-entrudo ou era do samba de 1844 a 1934, com baile de máscaras, batalha de confetes e, corso carnavalesco. Ao contrário dos grandes centros urbanos brasileiros, Belém não possui uma tradição carnavalesca com desfile de agremiações. Assim, para não coincidir com a Região Sudeste do país, os desfiles locais são realizados antes da data nacional, na Aldeia de Cultura Amazônica Davi Miguel, semelhante aos Carnavais de Vitória e Santos.
Ao chegar o carnaval, a cidade esvazia, devido a maior parte da população se deslocar ao interior do estado do Pará para curtir os blocos carnavalescos, com destaque aos municípios de Abaetetuba, Cametá, Colares, Curuçá, Vigia e, Tucuruí. Mas em contrapartida, o festejo do carnaval inicia na primeira semana de janeiro, com o Pré-carnaval da Cidade Velha, uma realização da Liga dos Blocos da Cidade Velha (LBCV), com o circuito dos blocos guiados por trios elétricos concentrados na Avenida Almirante Tamandaré. Em 2020, seis produtoras locais se uniram para realizar o Circuito Mangueirosa, projeto de entretenimento com objetivo de resgatar o Carnaval paraense durante o pré-carnaval e, divulgar a diversidade musical da região, incluindo 50 atrações, divididas em três etapas diárias: iniciando com a etapa Pitiú, atrações no palco aberto; seguido de um cortejo guiado por trio elétrico, chamado Revoada; finalizando com o Banzeiro, um festejo indoor pago.

### Patrimônio arquitetônico e espaços culturais

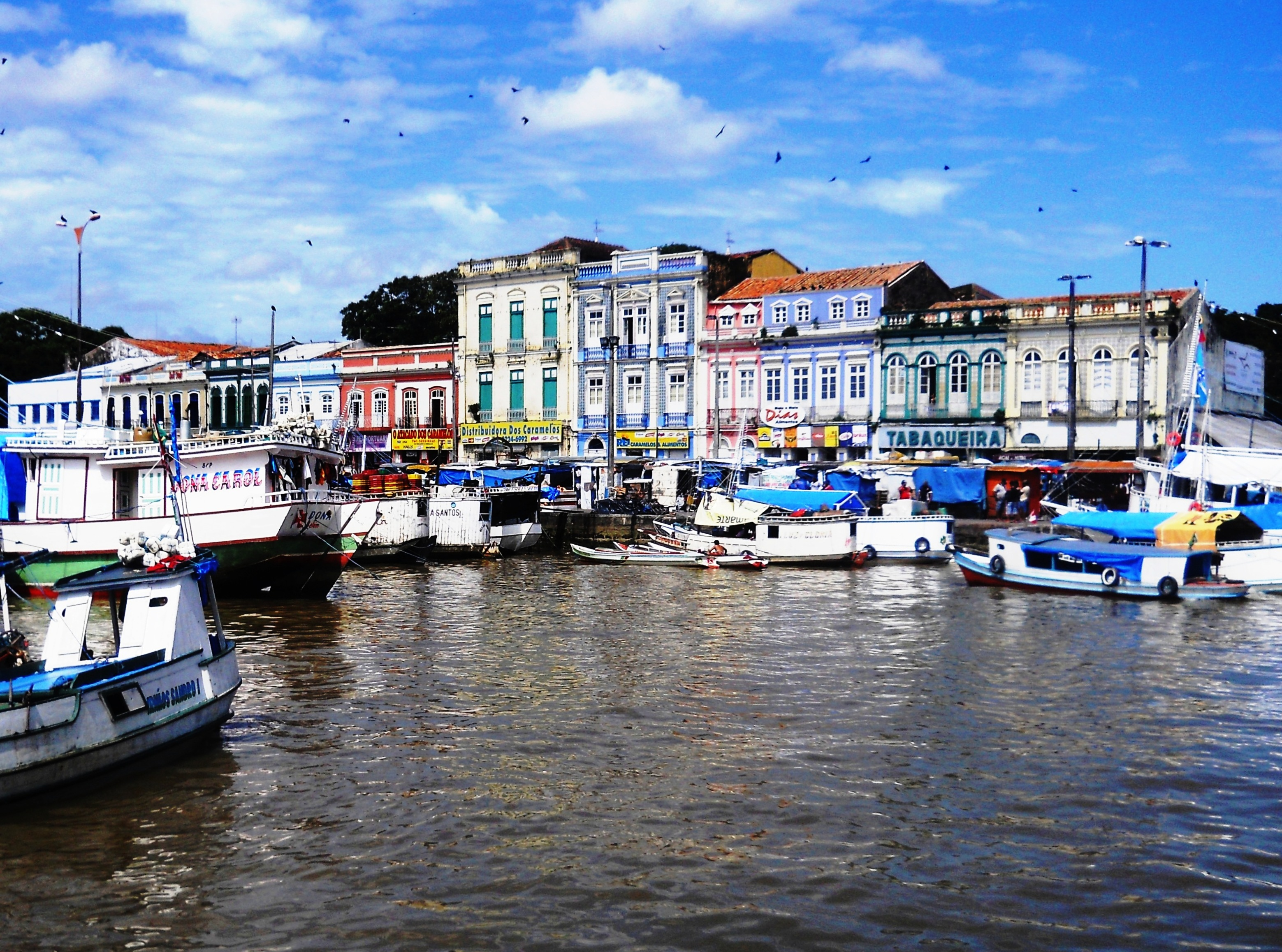
Casarões coloniais da rua Marquês de Pombal, na Cidade Velha

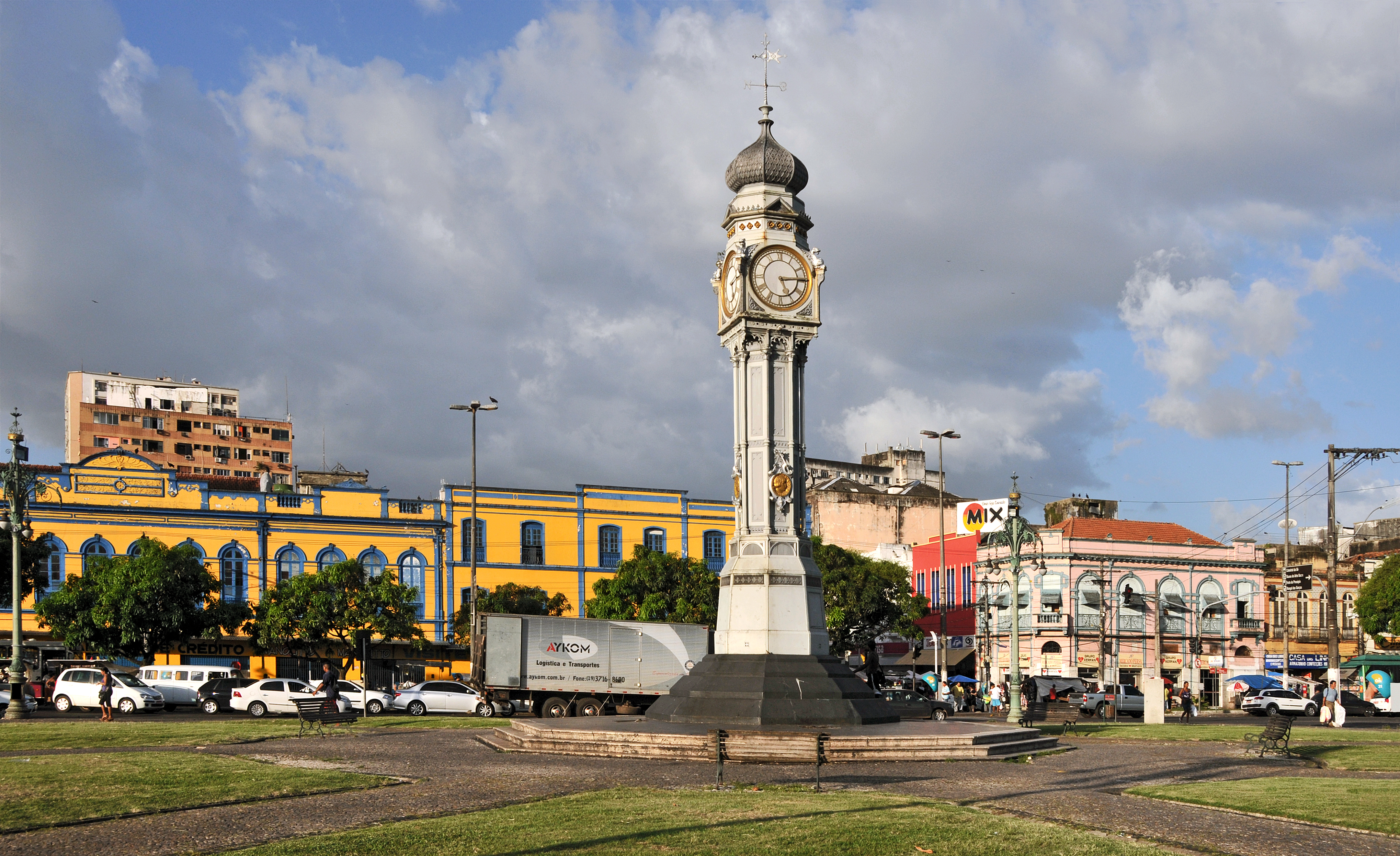
Praça do Relógio

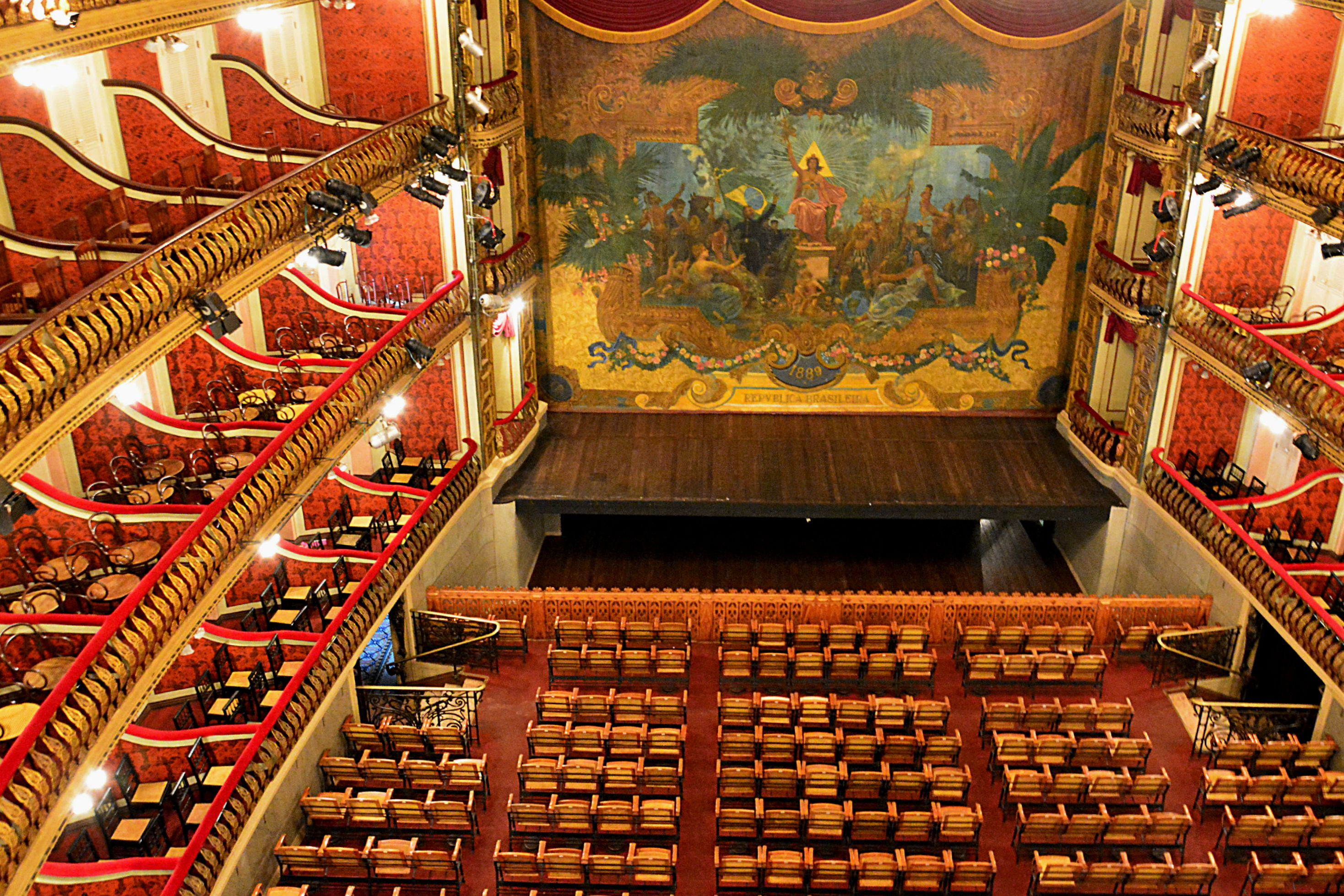
Interior do Theatro da Paz

Em 1940, ocorreram os primeiros tombamentos do patrimônio arquitetônico (de valor histórico-cultural) realizados via Instituto do Patrimônio Histórico e Artístico Nacional (Iphan), reconhecendo a Coleção Arqueológica e Etnográfica, do Museu Paraense Emílio Goeldi, que possui aspectos sobre a ocupação pré-colonial da Amazônia Oriental. Em 1941, seguindo a proposta modernista de construção de uma identidade nacional, foram escolhidos os períodos colonial e o barroco como representes da arte e arquitetura brasileira, tombando neste sentido as seguintes igrejas: Sé, Carmo, São João Batista, Mercedários e, Santo Alexandre.
Nas décadas de 1970 e 1980, os tombamentos completam alguns conjuntos arquitetônico do século XIX e XX, como: o Palacete Pinho; as avenidas José Malcher e Nazaré, formado por sobrados azulejados, forma de moradia mais modesta; o Ver-o-peso e áreas adjacentes, que inclui os mercados municipais e as praças Pedro II e do Relógio, por conter um relógio inglês inaugurado em 1930 em homenagem a Antonio de Silveira Campos (revolucionário do Forte de Copacabana).
Em 1981, foi tombado o Engenho Murutucu, onde produziam cana-de-açúcar no século XVII. Sendo na época uma obra de engenharia rural amazônica inovadora, contando com sistema de força por maré represada. Destaca-se no local, a Capela Carmelita da Conceição de 1711, cuja reforma foi realizada por Antônio Landi, que incorporou traços neoclássicos.
A partir do ano 2000, o Instituto do Patrimônio protegeu algumas das principais manifestações culturais e/ou religiosas do estado, como: o Círio de Nazaré (também patrimônio da humanidade na UNESCO) e, o Carimbó, ritmo e dança nortista. Em 2012, foi a vez do conjunto arquitetônico dos bairros Cidade Velha e Campina e, do Largo das Mercês e sua área de entorno, conhecido por Núcleo Histórico de Belém (ou Complexo Feliz Lusitânia), na região leste da cidade, que concentra a maior parte do patrimônio com mais de duas mil edificações tombadas, dentre: palacetes, palácios, sobrados e, casas comerciais. Reconhecendo a importância e a dimensão do conjunto com toda a sua trajetória e transformações. Contempla também a Catedral Metropolitana, igreja das Mercês, sede da prefeitura, praça Frei Caetano, Casa das Onze Janelas, Corveta Museu Solimões e Igreja de Santo Alexandre (Museu de Arte Sacra).
Existem outras atrações turísticas em Belém, como: a Basílica de Nazaré (1909), o bonde elétrico, Ver-o-Peso, Ver-o-Rio, Palácio Antônio Lemos (1883); Planetário Sebastião Sodré da Gama (1999); Praça Batista Campos (1904); Theatro da Paz (1878).

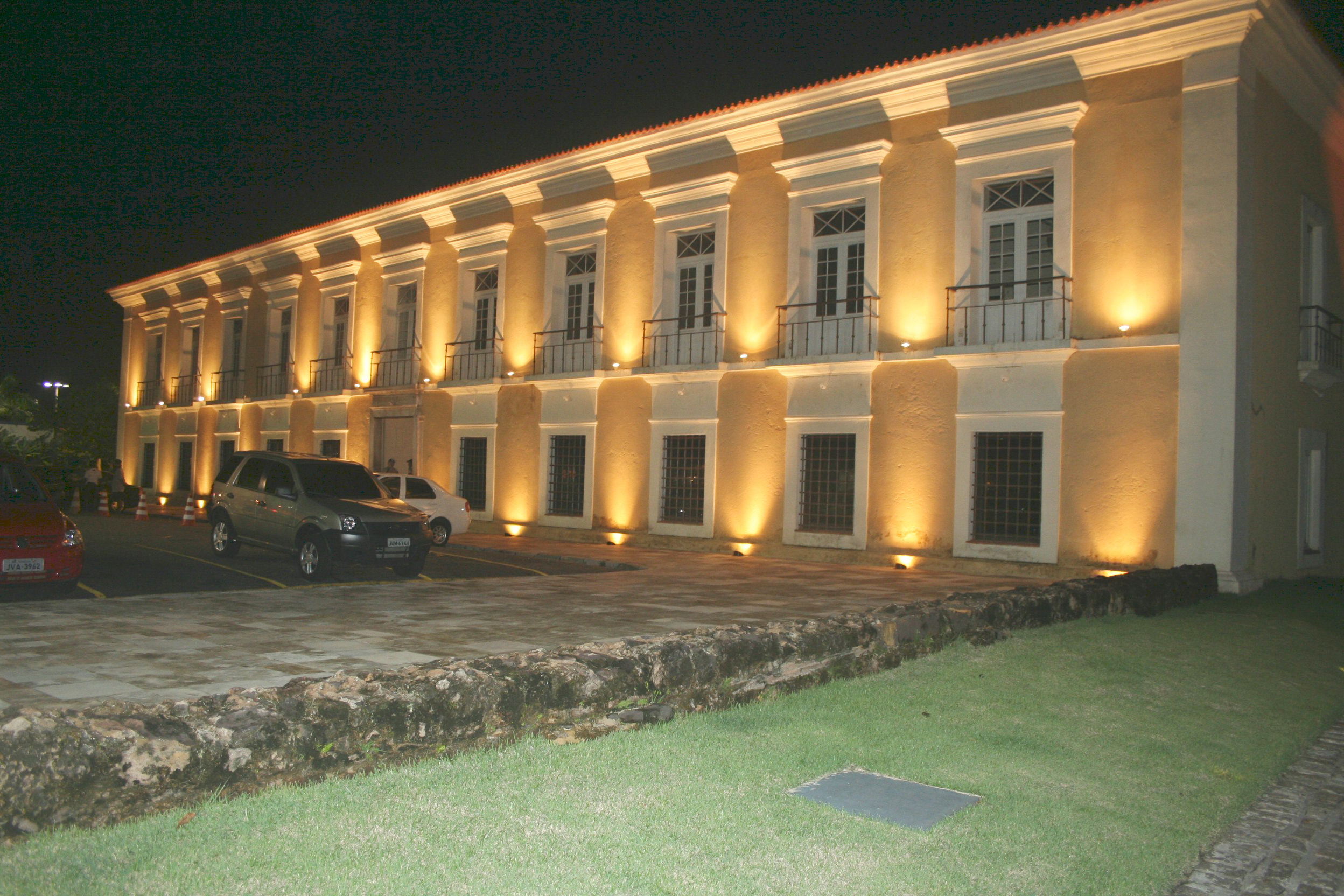
Palacete das Onze Janelas

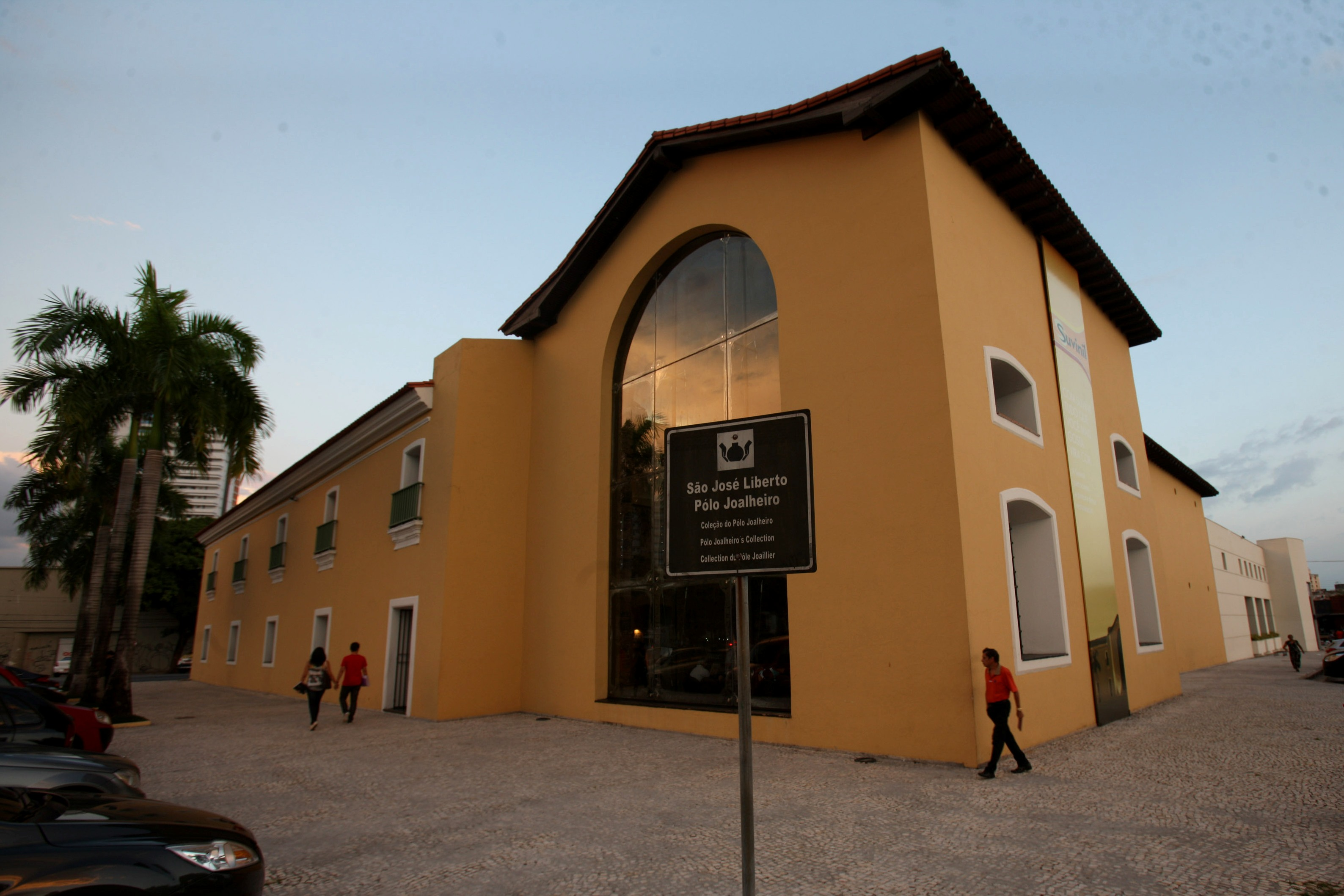
Espaço São José Liberto

Na década de 1950, iniciou o movimento regional e popular paraense "Raio Que o Parta" – predominantemente nos município de Belém, Cametá, e Soure – objetivando trazer a região as novidades da arquitetura modernista que ocorrerá no sudeste do Brasil (os estilos Art Nouveau e Art Déco foram os antecedentes da arquitetura local) quando os mestres de obra e engenheiros civis tentaram modernizar as construções das residências burguesas ou edifícios públicos, inovando com a criação de mosaicos de azulejo nas fachadas (principalmente na platibanda). O uso do azulejo era um material comum nas construções dos burgueses, mas tinha um valor elevado. Em contrapartida os cacos de azulejos que eram rejeitados nas obras, passaram a ser usado pela população carente, demonstrando ser possível ter modernidade com baixo custo e criatividade. Na maioria das obras, os mosaicos formavam figuras geométricas com linhas semelhantes à raios, em referência às formas modernistas. Fazendo parte de uma "produção não oficial" que caracterizava a maioria das metrópoles do terceiro mundo, sendo assim tachado de modismo e não erudito. Este também se manifestou por meio de outros elementos estéticos, como molduras de janelas com laterais inclinadas; pestanas protegendo portas e janelas; telhado inclinado para dentro do terreno; painéis em combongós cimentados ou esmaltados em cores fortes; apoio de marquises e coberturas com colunas em forma de "V"; em muretas e em contornos de jardineiras.
Também há diversos museus no município, a saber: Corveta Museu Solimões, Museu das Onze Janelas (artistas do século XX), Museu da Primeira Comissão Demarcadora de Limites, Museu da Santa Casa de Misericórdia, Museu da Universidade Federal do Pará, Museu de Gemas do Pará, Museu de Artes de Belém, Museu de Arte do CCBEU, Museu de Artes Populares, Museu de Arte Sacra, Museu do Círio, Museu do Estado do Pará no Palácio Lauro Sodré; Museu do Forte do Presépio, Museu do Judiciário, Museu Naval da Amazônia, Museu da Navegação e Museu do Porto de Belém. O Parque Zoobotânico Museu Paraense Emílio Goeldi criado outubro de 1866, é a mais antiga instituição de pesquisas da Amazônia, situado no centro urbano com uma área de 5,2 hectares.

### Pintura
Uma tradição familiar tipicamente ribeirinha enriquece a cultura e embeleza os barcos da região, através dos artistas tipográficos Abridores de Letras, que batizam as embarcações pintando os nomes com uso de letras coloridas e decoradas, para justamente chamar a atenção. Assim em 2014, foi criado o projeto “Letras que Flutuam” na Universidade Federal do Pará via edital Amazônia Cultural, que identificou 41 pintores nos municípios de Belém, Barcarena, Abaetetuba, e Igarapé-Miri; com o objetivo de conscientizar a nova geração a preservar e expandir para outras áreas essa tradição que está enfraquecida.
A origem dessa arte tipográfica ocorreu em um intercâmbio gráfico, através de visualizações da arte nas embarcações entre os municípios ribeirinhos, onde o abridor de letras era influenciado ao ver a pintura de outros artistas durante as navegações.

### Culinária
A Belém gastronômica é um caldeirão de misturas étnicas, segundo o filósofo José Arthur Gianotti - tem sabores africanos, portugueses, alemães, japoneses, libaneses, sírios, judeus, ingleses, barbadianos, espanhóis, franceses e italianos, que chegaram à capital se encantaram com a cozinha nativa indígena – verdadeiramente brasileira - aos poucos foram incorporando seus ingredientes.
A forte influência indígena criou pratos típicos, como: pato no tucupi, tacacá, maniçoba, tucunaré cozido, caruru, normalmente acompanhados com jambu e farinha dágua, entre outras delícias como o açaí. Há quem diga que o sabor dos peixes e das frutas é realmente diferente. Os elementos encontrados na região formam a base de seus pratos e o sabor das sobremesas que enriquecem a mesa paraense. Destacam-se: açaí, bacaba, cupuaçu, castanha-do-pará, bacuri, pupunha, tucumã, muruci, piquiá e taperebá. Aproveitando essas peculiaridades, a região faz grande divulgação da culinária, sediando o Festival Ver-o-Peso da Cozinha Paraense e o Festival Internacional do Chocolate e Cacau Amazônia.
O mais representativo prato típico do estado é degustar o vinho do açaí (versão pura da fruta) em uma cumbuca/tigela, com pouco açúcar (para não virar sobremesa), acompanhado de farinha d´água ou de tapioca e um elemento salgado e frito, como camarão, charque frito, peixe. Este último muito encontrado nas barracas do Mercado Ver-o-Peso. sendo escolhido símbolo da culinária através de voto popular durante o aniversário de 400 anos do município.
Na cidade, existe o restaurante Remanso do Bosque, um dos 50 melhores restaurantes da América Latina, sucesso devido à um cardápio baseado em ingredientes típicos da Amazônia.

### Esportes
Em Belém, estão sediados os três principais clubes de futebol do Pará: Paysandu, Remo e Tuna Luso, conhecidos por sua rivalidade, contabilizam 6 títulos nacionais, sendo: o Paysandu com dois títulos do Campeonato Brasileiro - Série B, uma Copa dos Campeões de 2002, Copa Norte e Copa Verde; com o Remo com um Campeonato Brasileiro - Série C, três Copa Norte e um Campeonato Nacional Norte-Nordeste; e a Tuna com um Campeonato Brasileiro - Série B e Série C.
O Estádio Olímpico do Pará (conhecido por Mangueirão) projetado pelo arquiteto Alcyr Meira, recebeu cinco jogos da seleção brasileira (1990, 1997, 2005, 2011 e 2023). Em 1999, obteve um público recorde de 65 mil pessoas na final do Campeonato Paraense entre Remo e Paysandu.
Em 2002, Belém foi uma das quatro sedes brasileiras que receberam competições dos Jogos Sul-Americanos, sediando as disputas de Atletismo, natação, boxe e luta.
Desde 2002, é realizado no Mangueirão o Grande Prêmio de Atletismo, quando em 2004 reuniu mais de 42 mil pessoas durante a apresentação dos atletas Maurren Maggi e Leonard Byrd, batendo recorde de público em competições na América do Sul.
Belém também recebe a regata náutica Rallye Iles du Soleil ou Rallye Transamazone, evento internacional anual que destaca o potencial turístico das cidades no percurso.

### Feriados municipais
Os feriados municipais de Belém incluem o dia 8 de dezembro, que celebra a padroeira Nossa Senhora da Conceição (Lei 6 306 de 1967).